# Borgo Berga
Borgo Berga è il quartiere del Centro storico di Vicenza formatosi nell'area compresa tra le mura altomedievali e quelle veneziane della città e sviluppatosi, nel corso degli ultimi secoli, anche lungo il primo tratto della Riviera Berica e sulle contigue pendici del Monte Berico.

## Toponimo
È stato ipotizzato "Berga" potrebbe essere in relazione con Berua, un centro del Norditalia di difficile identificazione citato in alcune epigrafi romane e da Plinio il Vecchio, che nella sua Naturalis historia ricorda il popolo dei Beruenses accanto ai Feltrini e ai Tridentini. Da urbs o civitas Berica sarebbe poi derivato l'attuale toponimo, documentato a partire dall'anno Mille. Si tratta però di paraetimologie. L'ipotesi più accettata è che il nome derivi dal tedesco "Berg", che significa "monte", utilizzato durante la dominazione longobarda per indicare la zona abitata a ridosso del monte.
Berga potrebbe essere stato addirittura il nome primitivo della città o almeno di un nucleo urbano esterno.
Anche il nome del sovrastante Monte Berico e dell'intero gruppo collinare dei Colli Berici deriva dalla stessa origine longobarda e indica semplicemente il monte che sovrasta a sud la città.

## Storia

### Epoca romana
La prima datazione del Borgo può essere fatta risalire al I secolo d.C. quando a Vicenza - che come città romana aveva acquisito una certa importanza, tanto che fu demolita una parte delle mura per consentirne lo sviluppo - fu costruito il grandioso Teatro Berga, in cui si svolgevano i ludi scenici e di cui si può vedere ancora l'esatto perimetro. È probabile che lì esistesse già un sobborgo periferico, al punto di confluenza fra il prolungamento del cardo maximus  - collegato al centro da un ponte (oggi Ponte San Paolo) sul Retrone - e delle due strade che giungevano da sud-est (da Costozza – Longare) e da sud-ovest (da Lonigo – S. Agostino), costeggiando le pendici dei Colli Berici.

### Alto medioevo

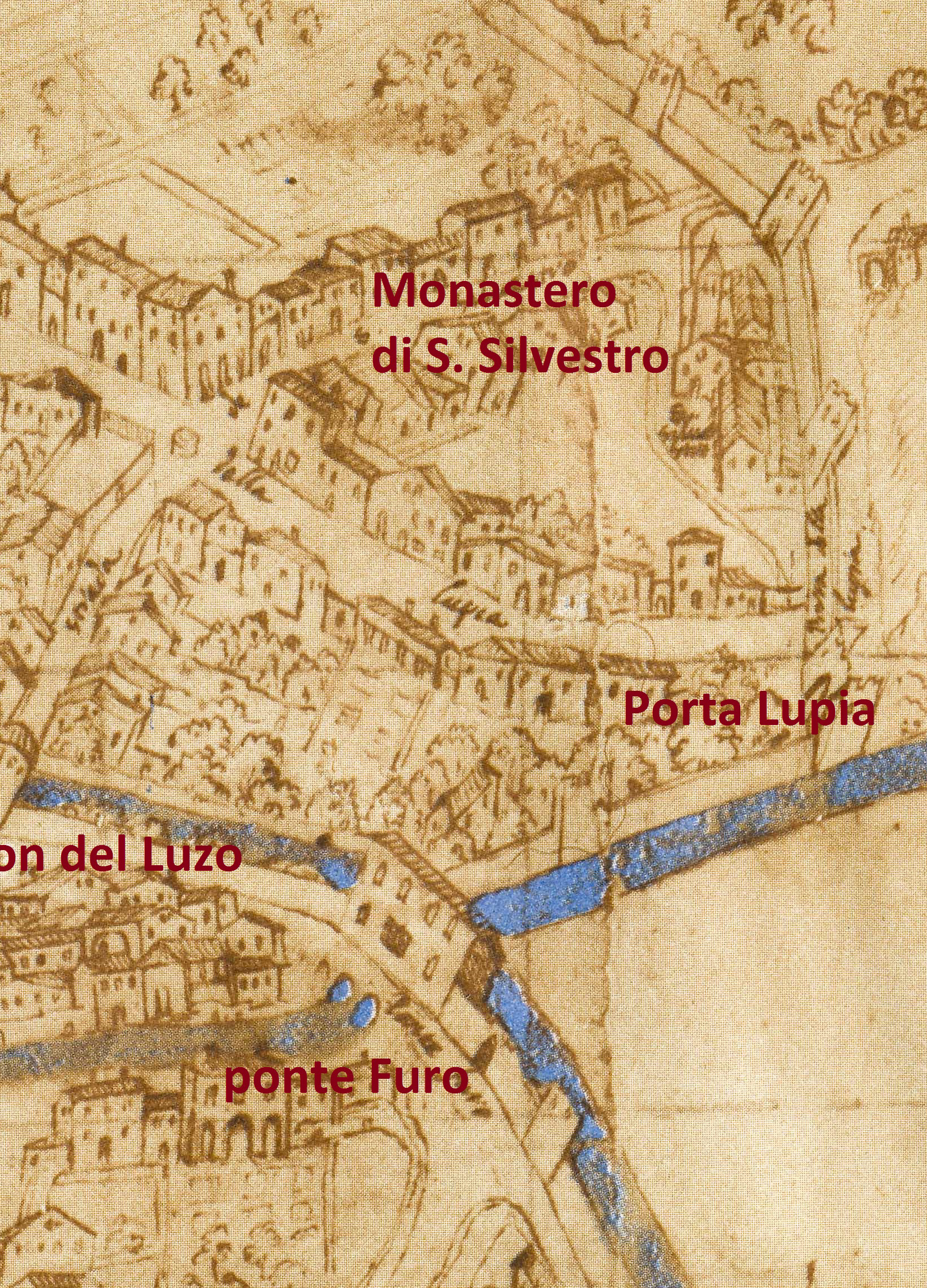
Pianta Angelica 1580 - particolare - Monastero di San Silvestro, Porta Lupia e ponte Furo

Comincia così la storia del borgo, sempre caratterizzata nel corso dei secoli dall'essere porta d'accesso alla città per via terra e per via d'acqua, punto di confluenza di fiumi e di strade.
Per molto tempo sulla vita del Borgo non si hanno più tracce documentali, se non un accenno al teatro dove alla fine dell'VIII secolo pare abbia soggiornato Carlo Magno. I primi insediamenti importanti anteriori all'anno mille, sono quelli dei Benedettini di SS. Felice e Fortunato a San Giorgio in Gogna e dei Benedettini dipendenti dall'Abbazia di Nonantola a San Silvestro, entrambi costruirono la chiesa, il convento e un ospizio per poveri, malati e pellegrini trovandosi sulla strada che proveniva da ovest prima di entrare in città.
Nel X e nell'XI secolo vennero costruite le mura altomedievali, che inglobarono nella città una parte del borgo, segno quindi che la popolazione era aumentata.
Le mura, partendo da contrà Ponte Furo e piazzetta San Giuseppe, arrivavano nell'attuale piazzetta Gualdi e proseguivano lungo contrà Mura San Michele verso il Ponte delle Barche, correndo sempre all'esterno delle attuali strade e piazze, mentre a sud e ad est erano contornate da un fossato. In esse si aprivano la Porta di Berga - descritta nella Pianta Angelica come Porta di Mezzo - e il Porton del Luzo. Alle due estremità vi erano il Ponte Furo e il Ponte delle Barche; Porta Berga era fortificata da un presidio, dove nel 1285 il dominio padovano impose una guarnigione con dieci custodi.

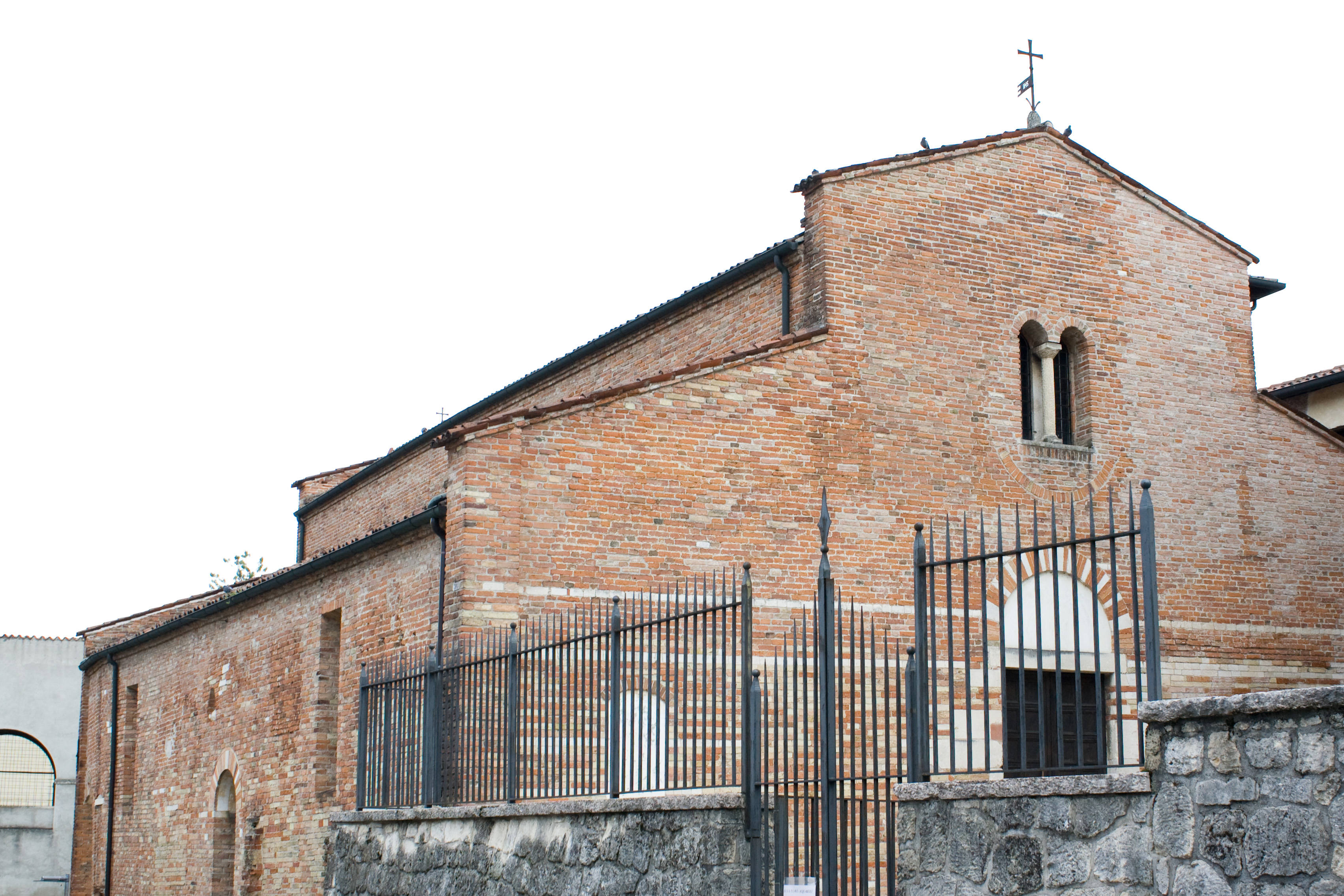
La chiesa del complesso monumentale di San Silvestro, nel suo aspetto duecentesco
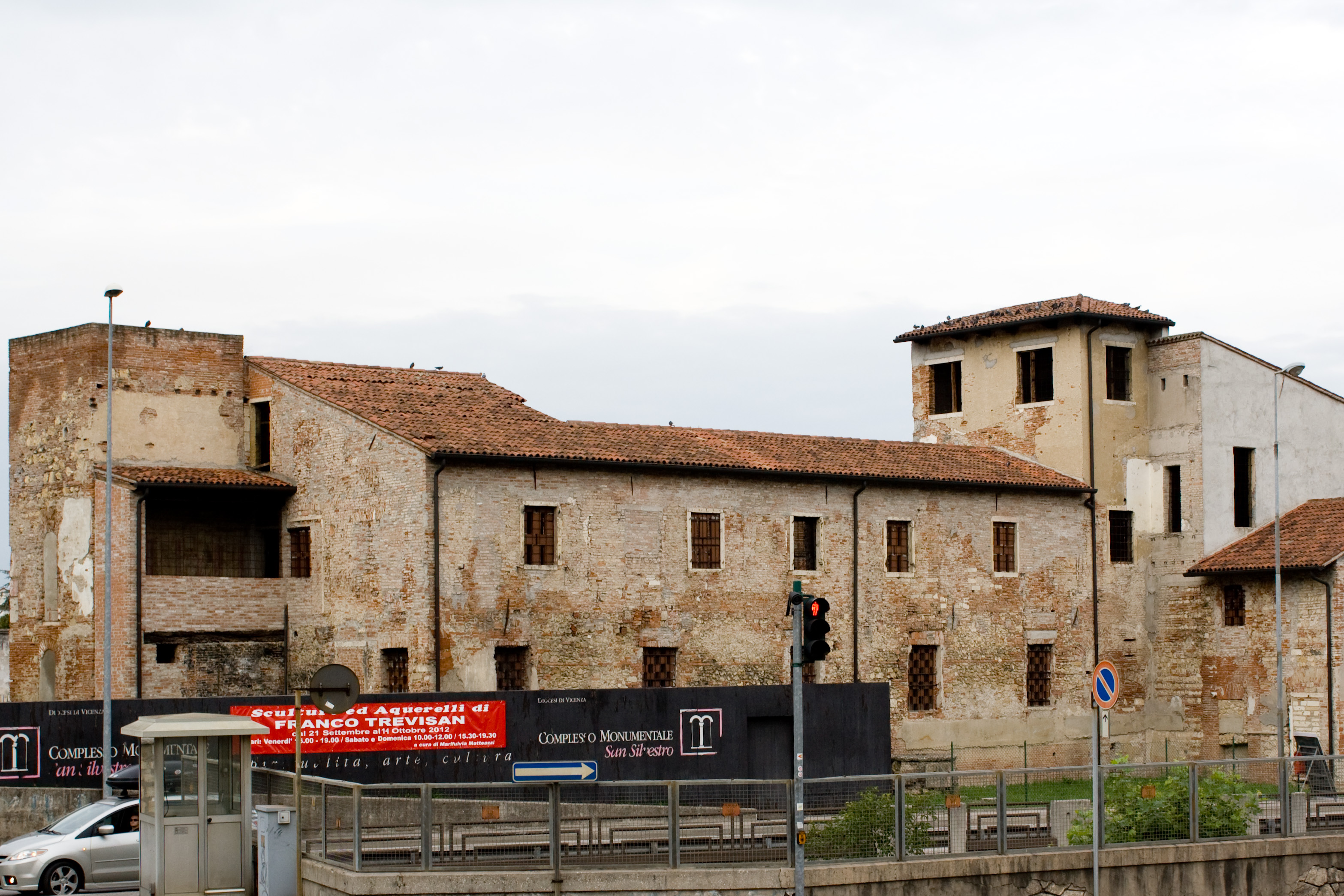
Il complesso monumentale di San Silvestro, visto da viale del Risorgimento
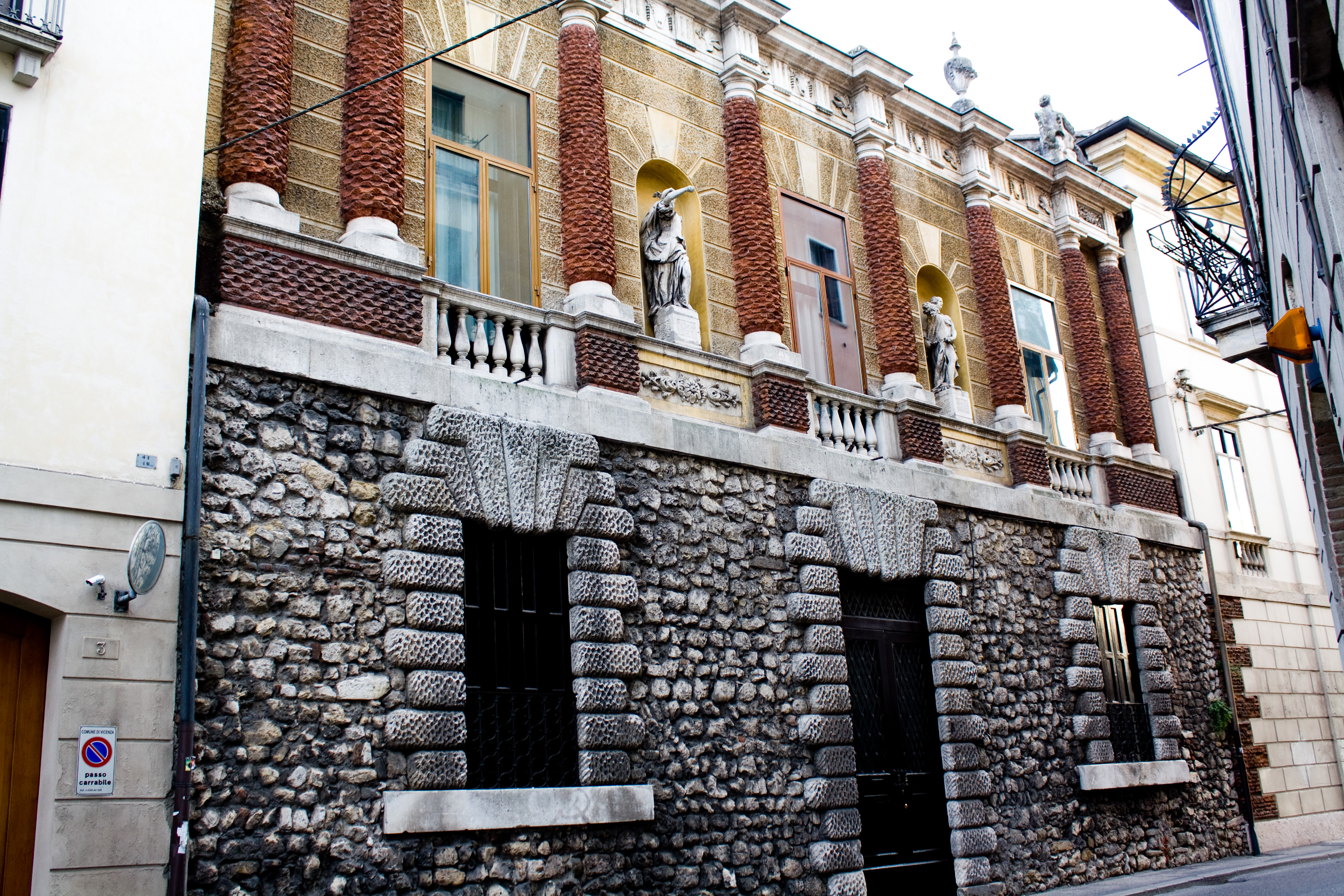
Palazzo vicino al Porton del Luzo che ingloba nella sua base parte delle mura medievali
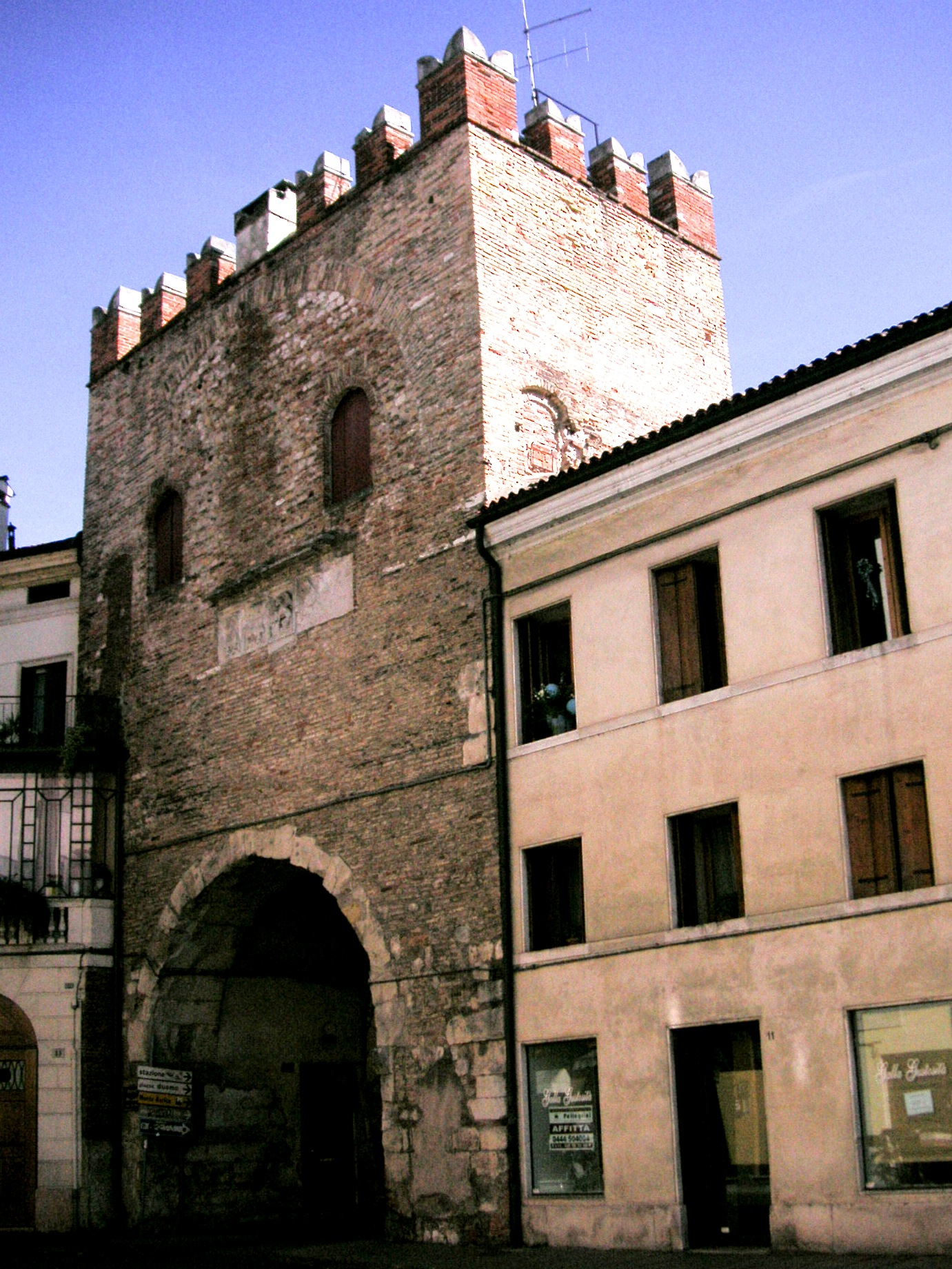
Il Porton del Luzo, porta che si apriva a sud nella cinta medievale
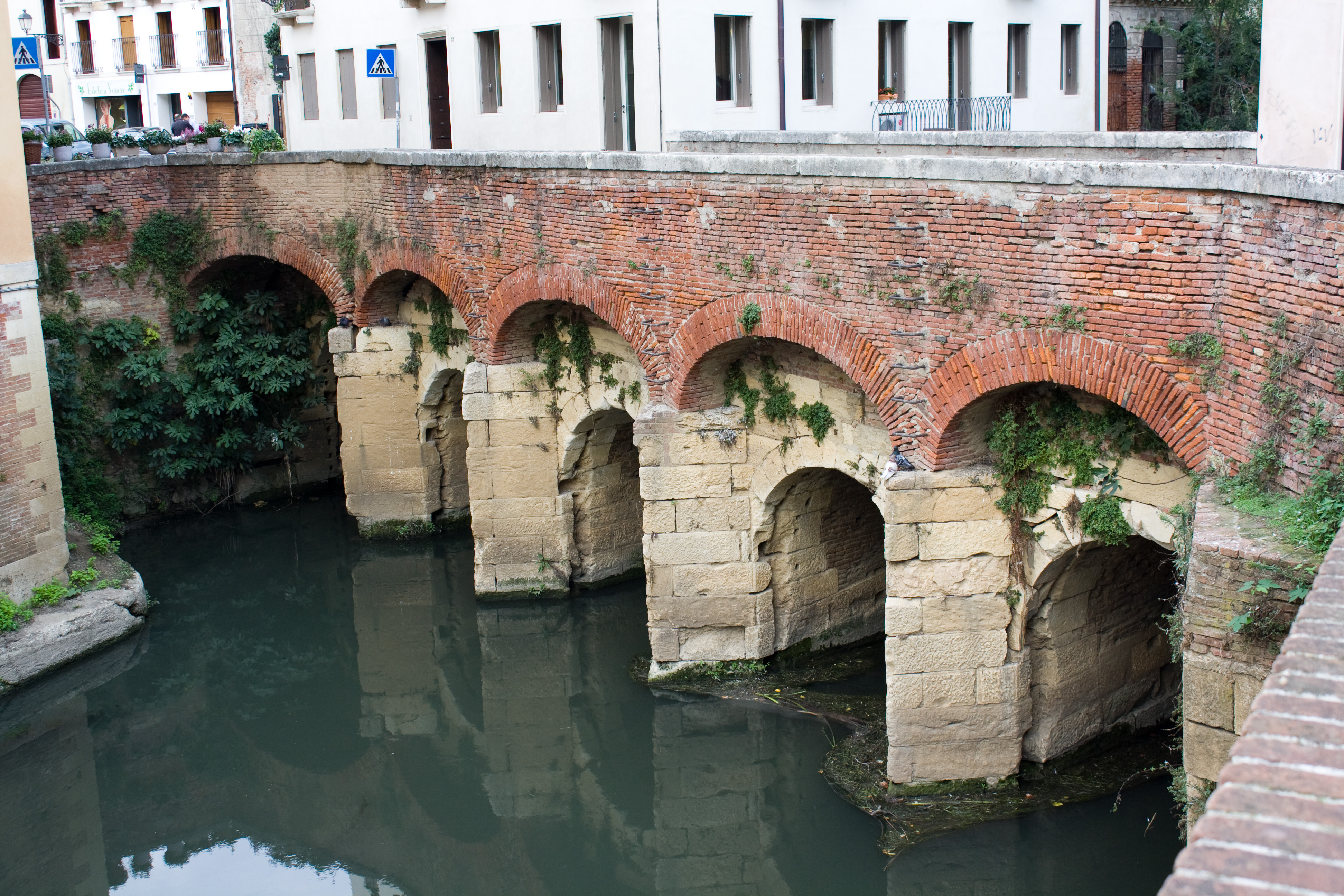
Il Ponte delle Barche sul fiume Retrone. Nel Medioevo divideva il Centro storico dall'Isola

### Basso medioevo

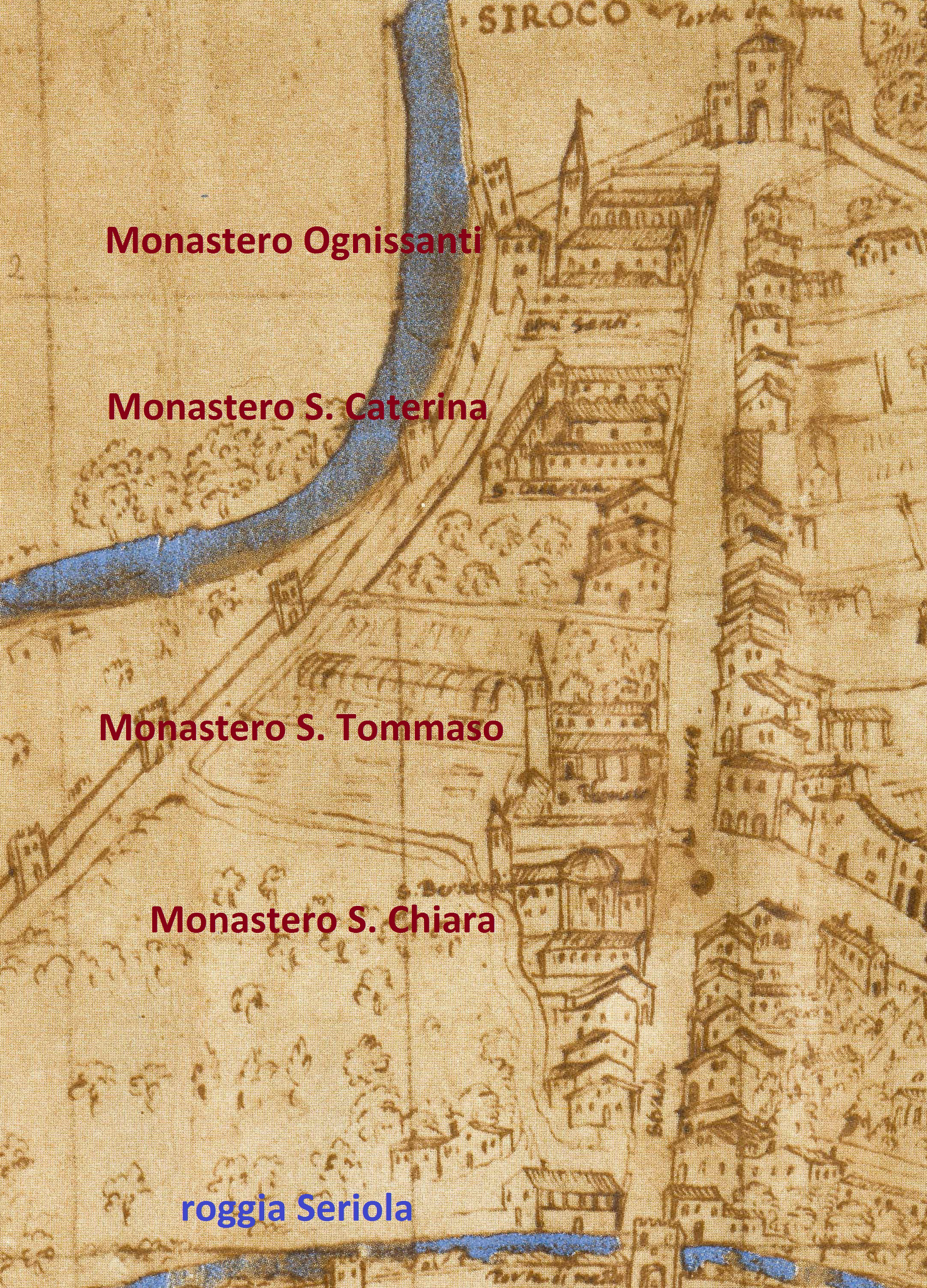
Pianta Angelica 1580 - particolare - Monasteri di contrà Ognissanti

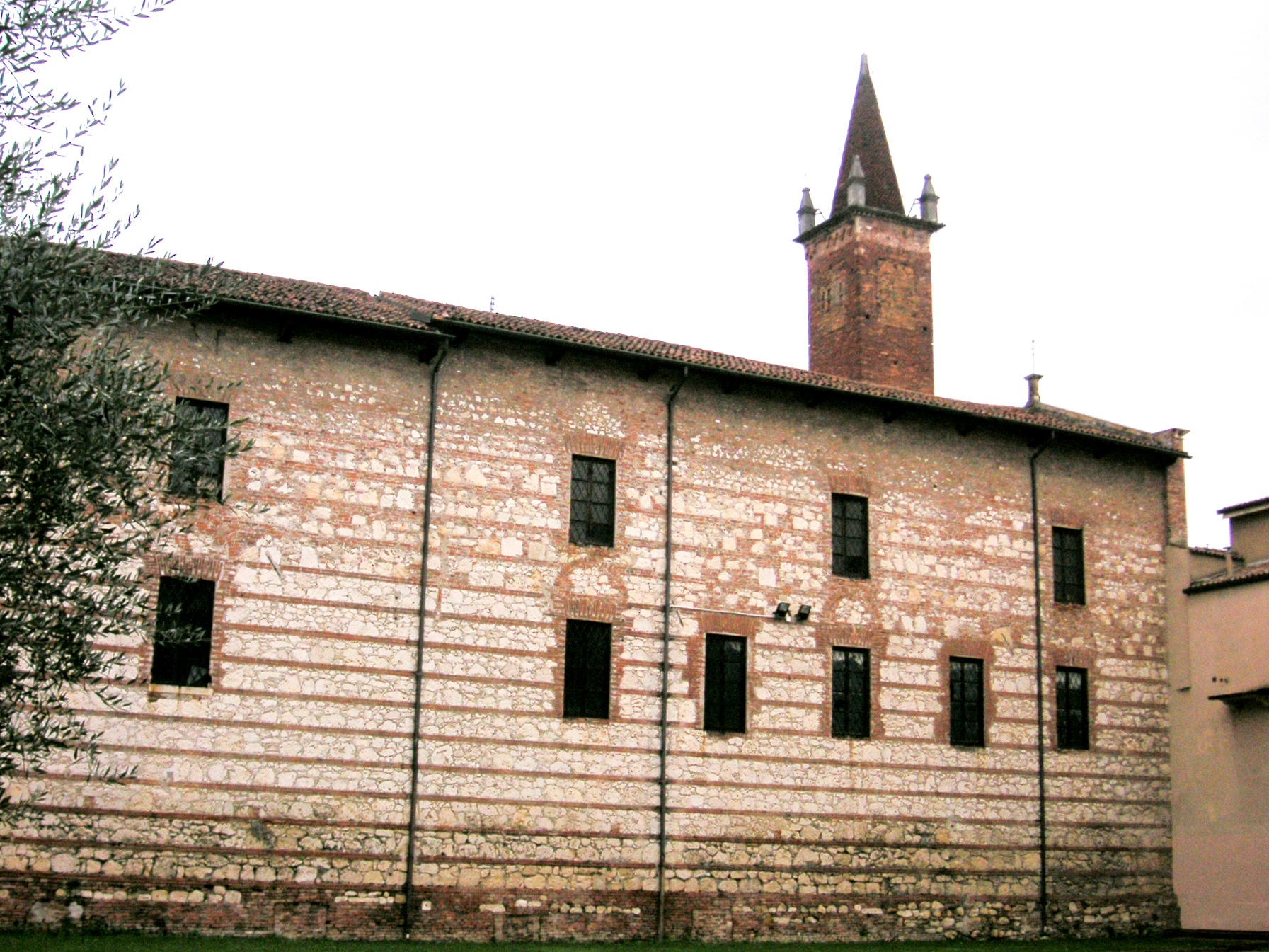
Ex convento e campanile della chiesa di San Tommaso (ora sede della Guardia di Finanza)

Il Borgo era situato in una zona bassa, talora soggetta ad allagamenti, che si prolungava lungo la riva destra del Bacchiglione per continuare nella coltura de Campedelo fino al lago di Longara (ben più esteso dell'attuale Lago di Fimon, che è ciò che rimane dopo le opere di bonifica).
Nel corso del Medioevo esso fu anche l'area del porto fluviale. I burchi (è il toponimo dell'attuale contrà Burci, traversa di contrà Santa Chiara) risalivano il fiume da Venezia e da Padova, passavano davanti alla cappella di Santa Caterina in Porto, utilizzavano l'ampia piarda (ben più estesa dell'attuale area Piarda Fanton) per il carico e lo scarico delle merci, giungevano fino all'Isola ossia l'attuale piazza Matteotti, dove ancora nel Cinque-Seicento si svolgeva il mercato del bestiame e del legname, di fronte al palazzo Chiericati allora in costruzione ora sede del Museo Civico della città.
Il rinnovamento religioso del Duecento portò all'insediamento nel Borgo di tre nuovi monasteri, che si aggiunsero a quello di San Silvestro.
All'inizio della contrada del Colle - oggi contrà Santa Caterina - nella primavera del 1190 si insediò una domus Patarinorum, in realtà una comunità di Umiliati, in un momento storico in cui questo movimento era stato scomunicato da Papa Lucio III con la bolla Ad abolendam diversarum hoeresum pravitatem, durante il sinodo di Verona del 1184, che accomunava gli Umiliati, i Catari e i Patarini.
L'insediamento si stabilizzò nella contrada ed anzi – avvenuta la riammissione del movimento nell'ambito della Chiesa nel 1201 – assunse la strutturazione in tre gruppi voluta da Papa Innocenzo III.
Nel 1215 gli Umiliati costruirono il convento di Ognissanti, presso il quale avevano una casa, la Domus de subtus, dove le Umiliate rimasero fino allo scioglimento dell'Ordine da parte di Napoleone.
Nel 1222 i Canonici Regolari di Sant'Agostino della Congregazione di San Marco in Mantova ottennero dai canonici della cattedrale la facoltà di costruire un oratorio e una chiesa dedicati a San Tommaso in Borgo Berga, oltre le mura e il fossato della città nel luogo detto Pratum de Valle, a patto che "la stessa chiesa non pretendesse di essere parochia e di avere i suoi parochiani e lasciasse al capitolo ogni diritto, compreso quello di sepoltura".
Nel Trecento è documentata la presenza di lanarii presso questo convento e nelle vicinanze vi erano delle gualchiere, con dei folli mossi da mulini ubicati sulla piarda contigua al Retrone, oltre a tiratoi e a depositi di panni. Era una delle prime attività manifatturiere vicentine e il Borgo, allora in lenta ma progressiva espansione, si stava popolando di artigiani.
Nel 1292 gli Umiliati presso una loro seconda casa, quella detta de medio, costruirono la chiesa di Santa Caterina che nel 1326 passò alle Benedettine di San Donato di Barbarano, alle quali nel 1400 si aggiunsero quelle di San Biagio Vecchio.

### Quattrocento
Nel Quattrocento dopo la dedizione della città alla Serenissima Repubblica di Venezia del 1404 nuove mura, le cui spese furono a carico dei vicentini, inglobarono l'intero Borgo che nel frattempo si era ancora accresciuto. Queste nuove mura agganciandosi a quelle scaligere del Trecento, più o meno dove oggi una passerella di ferro scavalca il Retrone (ma a quel tempo Bacchiglione), tagliavano in direzione nord-sud la piarda, per poi seguire il corso del fiume (se ne vedono resti come basamento delle case aggettanti sull'acqua) fino alla nuova Porta del Monte che si apriva sulla strada della Riviera Berica. Proseguivano verso ovest seguendo più o meno l'andamento di viale del Risorgimento, contornavano l'abbazia di San Silvestro per discendere lungo la pontara di Santa Libera fino alla Porta Lupia e di lì, continuando lungo il corso del Retrone, si inserivano nelle mura altomedievali presso il Ponte Furo.
Sotto l'aspetto religioso, nella città di Vicenza dove ormai i vescovi non risiedevano più, vi fu un generale decadimento dei costumi del clero e dei religiosi che spopolarono i monasteri.
Nel Borgo però i quattro esistenti sopravvissero ed anzi nel 1436 se ne aggiunse uno, quello delle Monache Clarisse, dapprima annesso al convento di San Tommaso, poi autonomo.
Nel corso di questo secolo il Borgo si arricchì con la costruzione di nuove chiese: nel 1451 fu costruita, per il nuovo monastero delle Clarisse, la chiesa dei Santi Bernardino e Chiara, nel 1423 la chiesa di Santa Caterina in Porto - forse sul luogo dove già esisteva un ospizio gestito dalla confraternita dei Battuti - nel 1428 la prima chiesa dedicata alla Madonna di Monte Berico e nel 1467 la chiesa di San Sebastiano con annesso ospizio, queste ultime due edificate nel tentativo di scongiurare la peste che a quel tempo devastava la città.

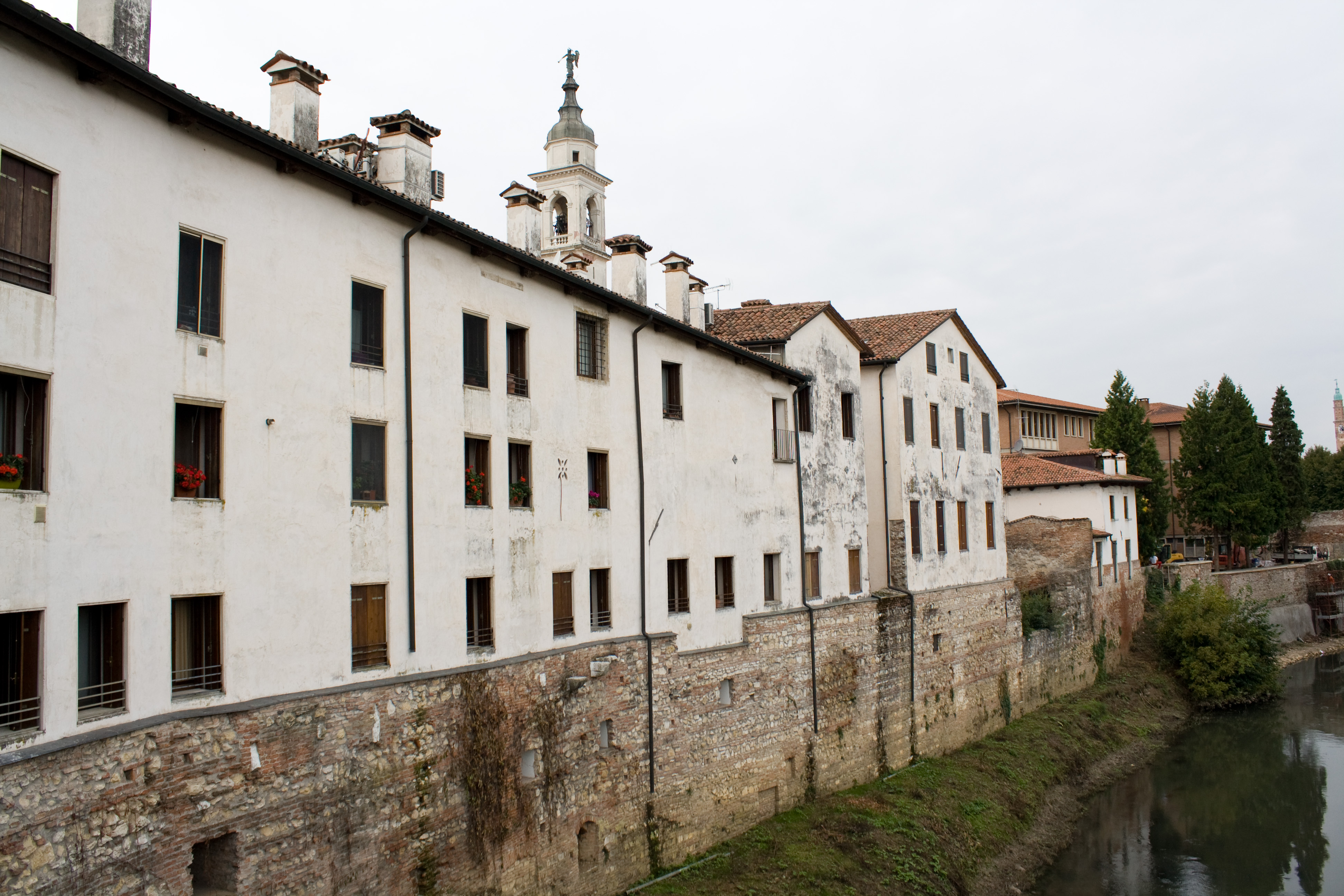
Case di contrà Santa Caterina costruite sulle quattrocentesche mura veneziane
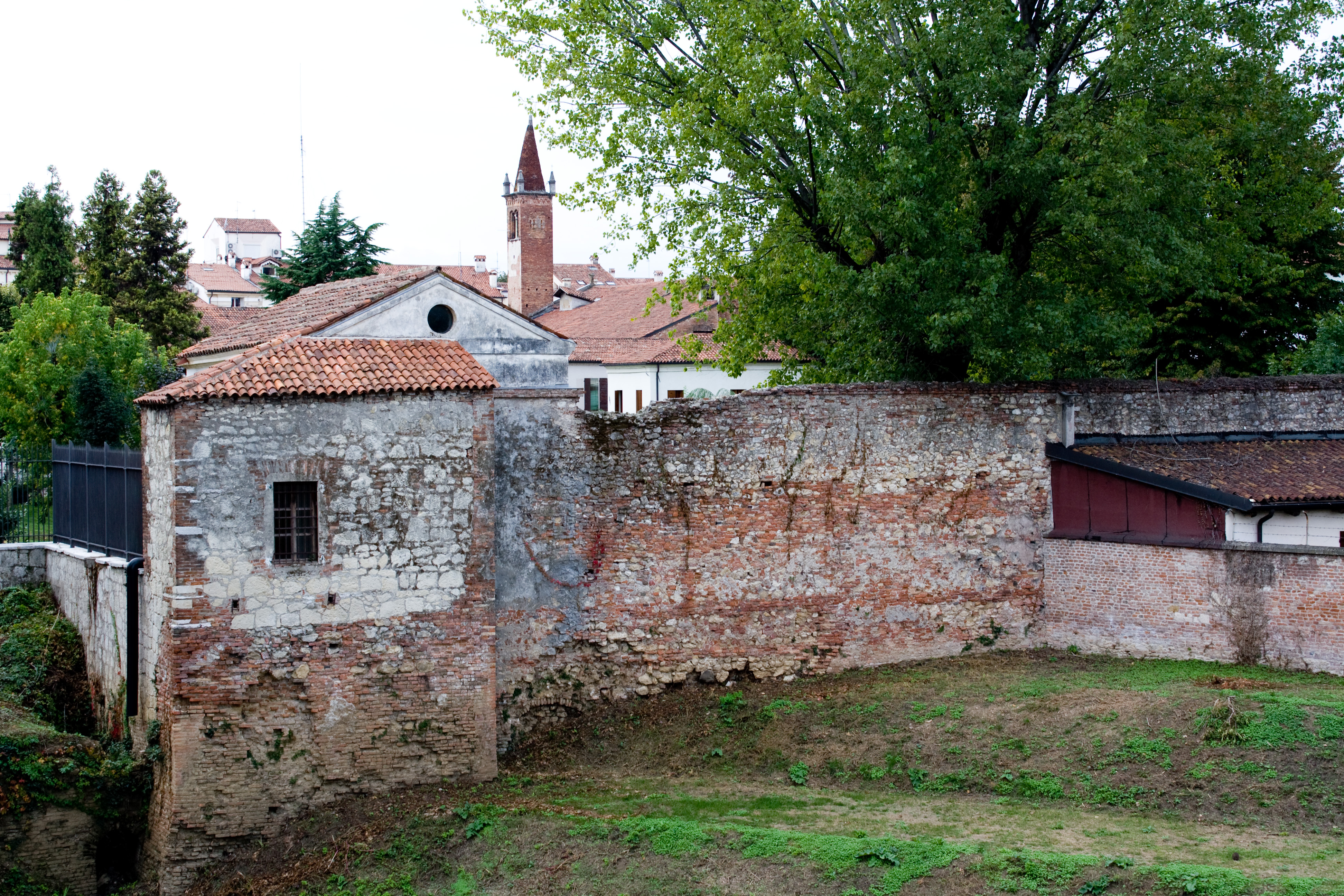
Mura veneziane ed ex convento di San Tommaso
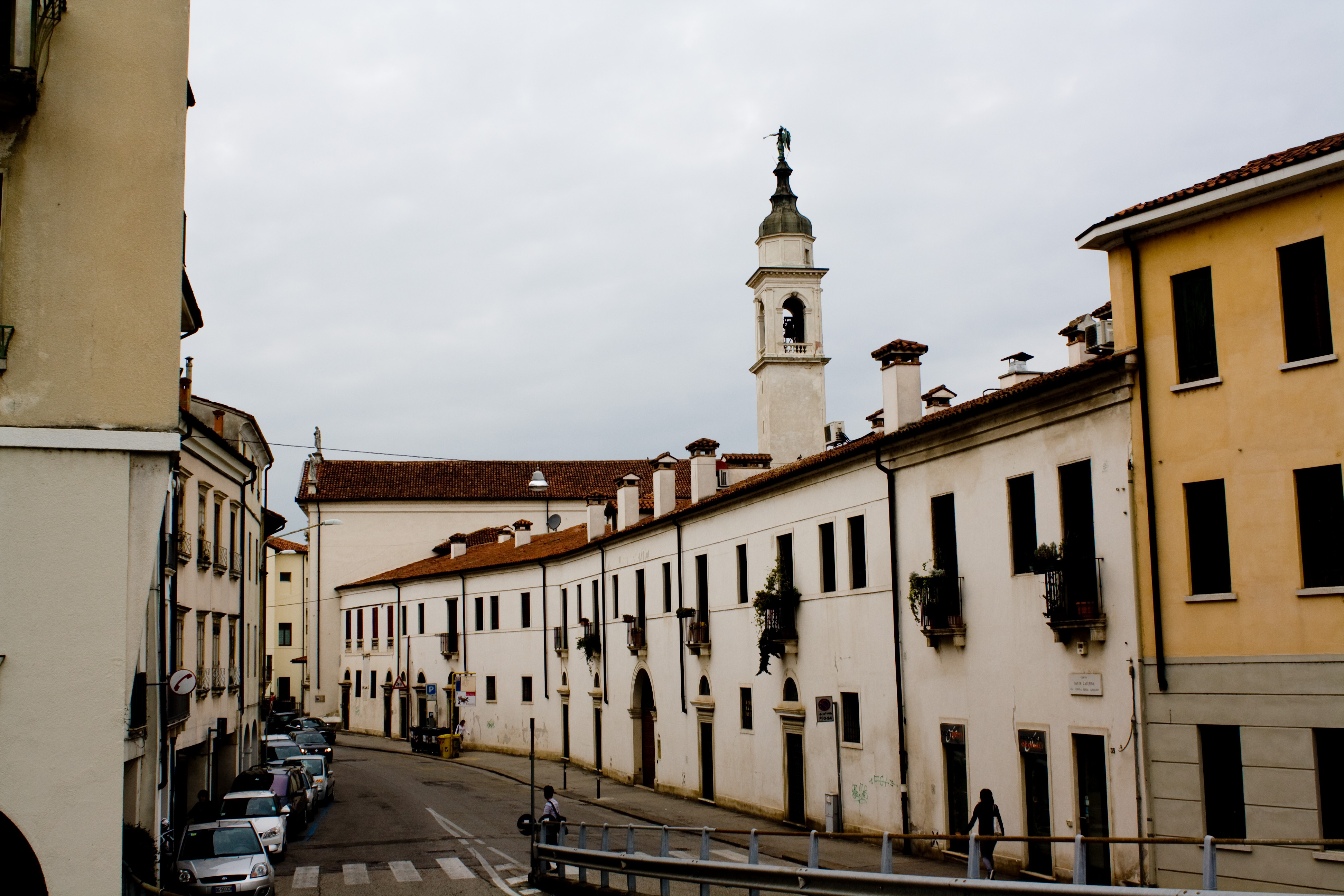
Ex convento di Ognissanti (ora ristrutturato) e chiesa di Santa Caterina
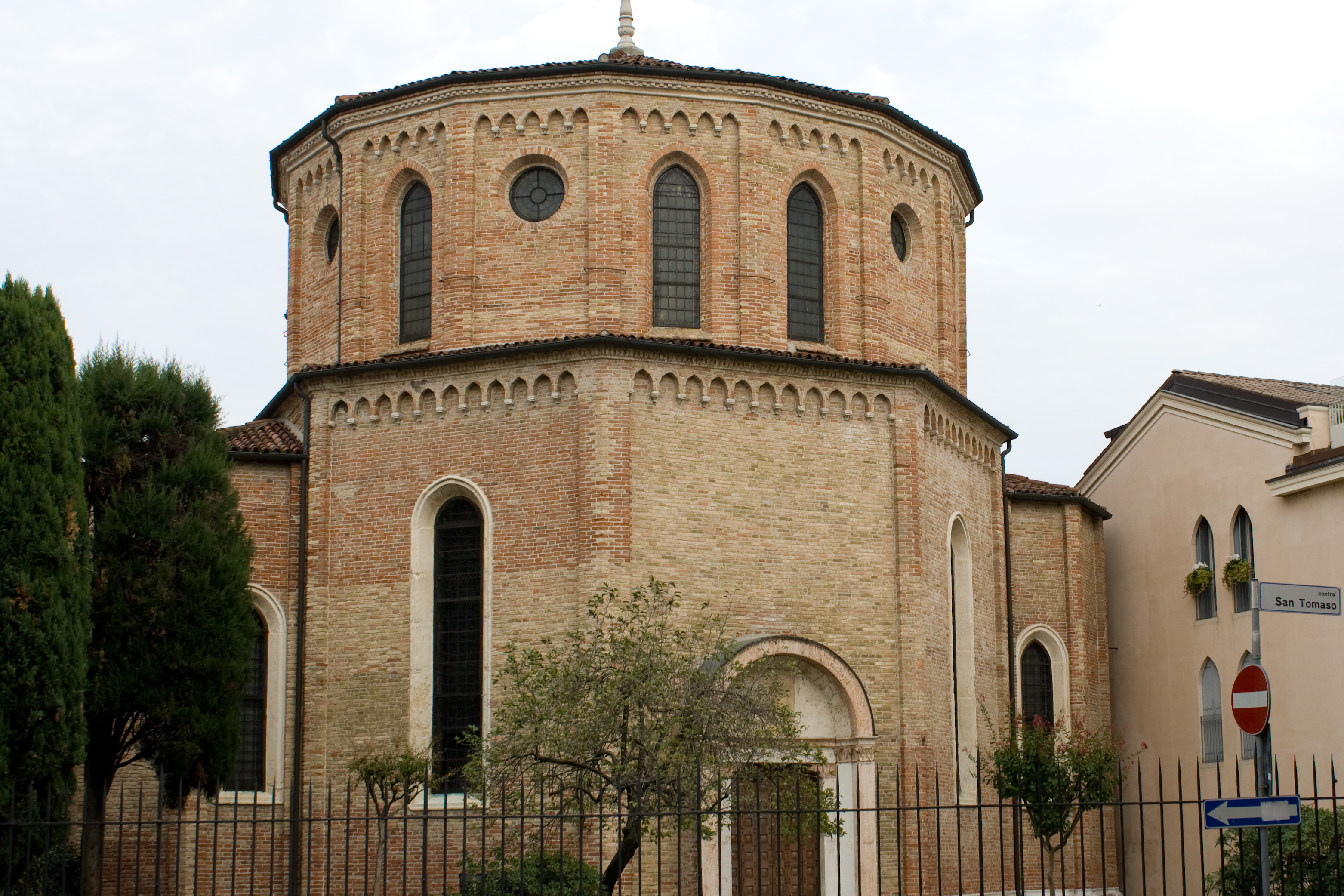
Chiesa dei Santi Bernardino e Chiara
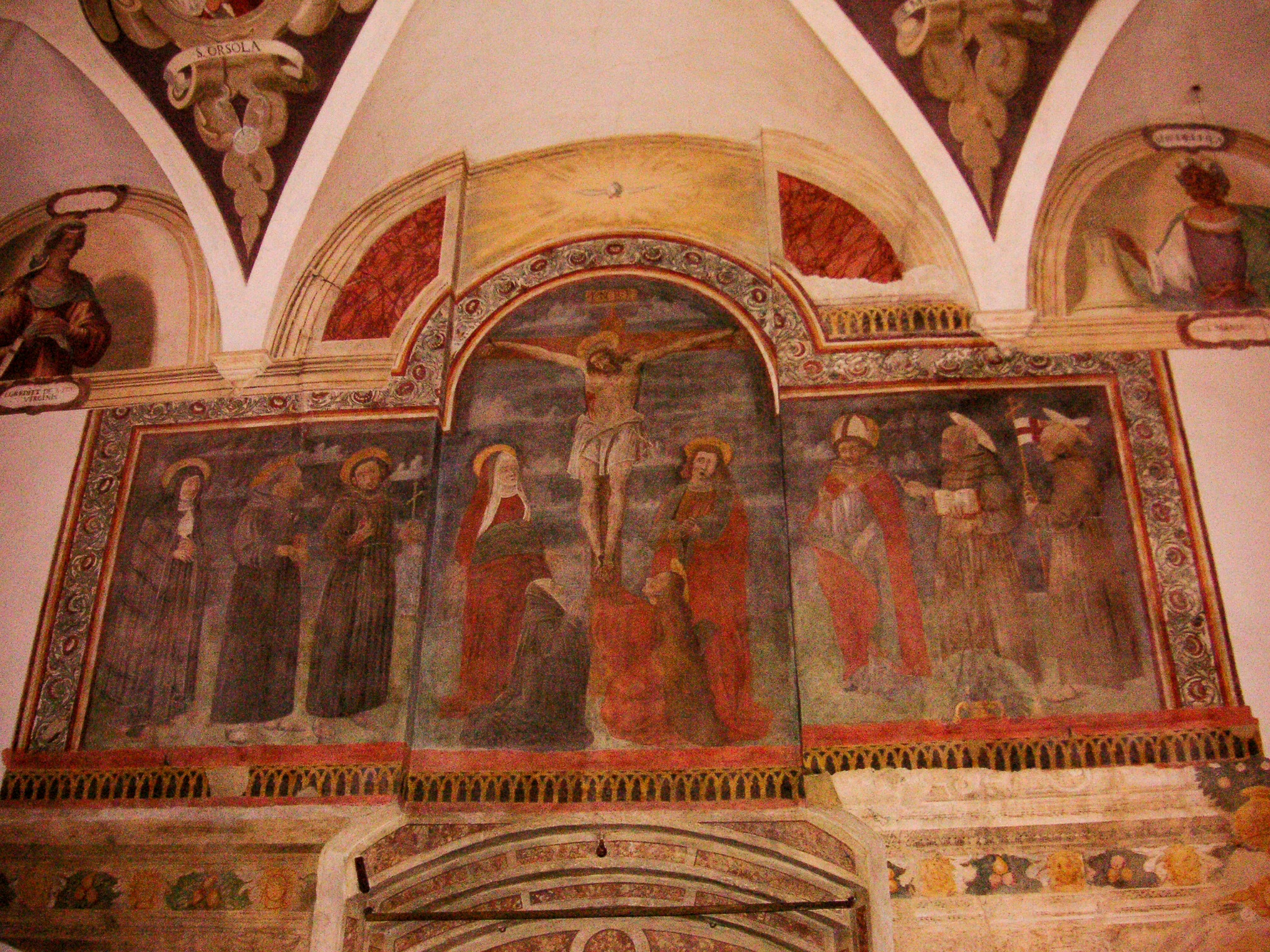
Chiesa dei Santi Bernardino e Chiara, coro delle monache di scuola squarcionesca

### Seicento

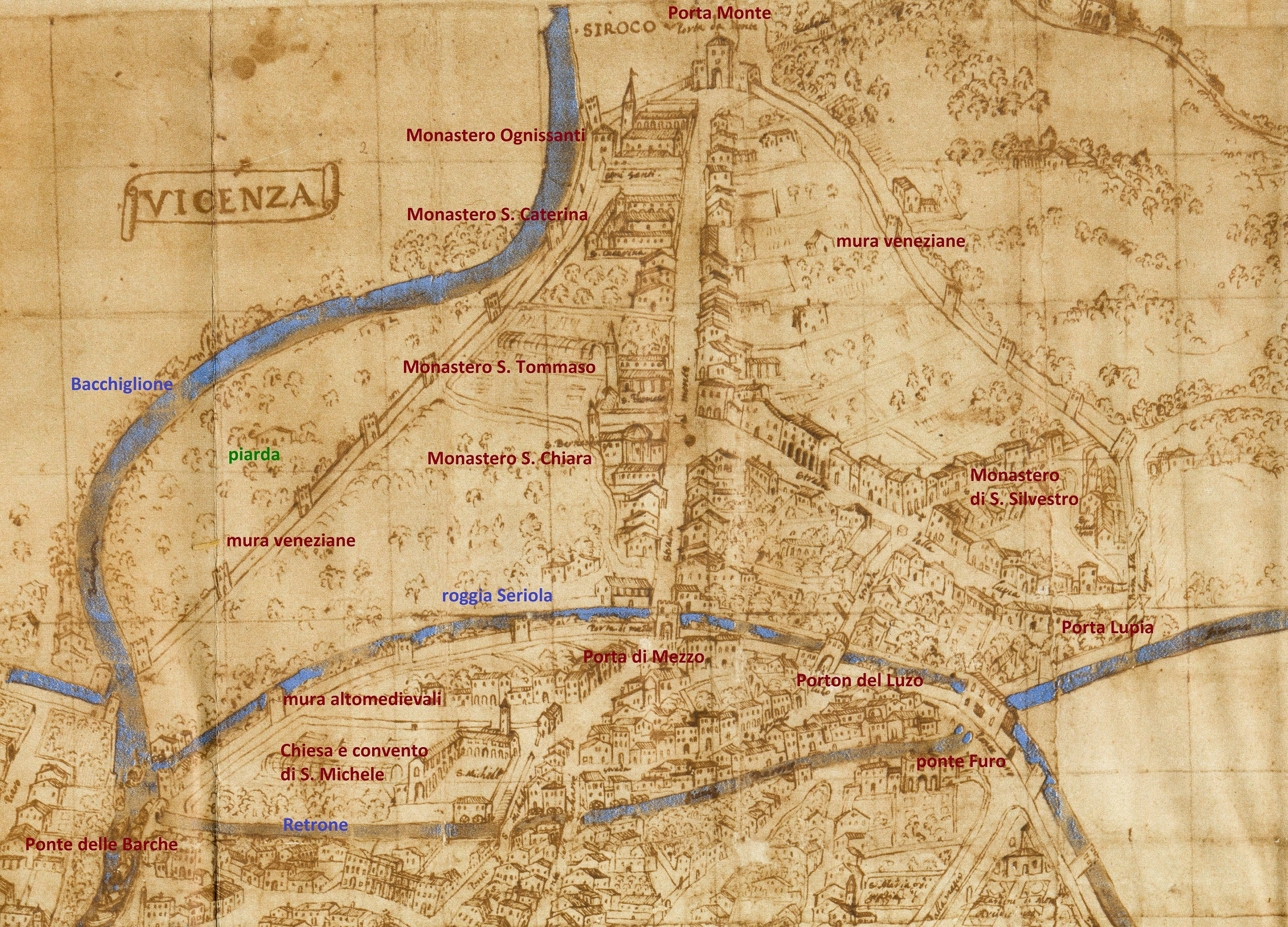
Pianta Angelica 1580 - Borgo Berga

Il Seicento fu un secolo importante per l'architettura monumentale del Borgo.
Nel 1595 venne eretto l'Arco delle Scalette di Monte Berico, realizzazione di un progetto attribuito ad Andrea Palladio, predisposto già intorno al 1575 quando erano state restaurate le Scalette.
Nella prima metà del secolo fu ampliata la chiesa di Santa Caterina, ancora delle monache Benedettine, e la facciata venne rifatta, probabilmente dall'architetto Antonio Pizzocaro. Sempre verso la metà del secolo, utilizzando un legato testamentario di Alba della famiglia Porto e su iniziativa del frate cappuccino Michelangelo da Venezia, fu ricostruito l'Oratorio delle Zitelle, addossato all'Istituto, fondato nel 1602, che accoglieva giovani povere per educarle e fornirle di una dote.
Nella seconda metà del secolo, il Borgo vide l'iniziativa del giurista Giovanni Maria Bertolo che, di famiglia vicentina pur risiedendo a Venezia, volle farsi costruire nel 1670 - come residenza di campagna - la Villa ai Nani di San Bastian, acquistata qualche anno dopo da Giustino Valmarana che la fece ristrutturare da Francesco Muttoni. Nel 1677 egli fece ristrutturare la chiesetta di Santa Caterina in Porto, che gli apparteneva e considerava la cappella annessa alla villa. Nel 1693 diede disposizione di essere tumulato nella chiesa di Santa Caterina dove ancor oggi, al centro del pavimento, è inserita la sua pietra tombale che ricorda come, alla sua morte, egli abbia donato alla città la sua ricchissima biblioteca che costituì il primo nucleo dell'attuale Biblioteca civica Bertoliana.

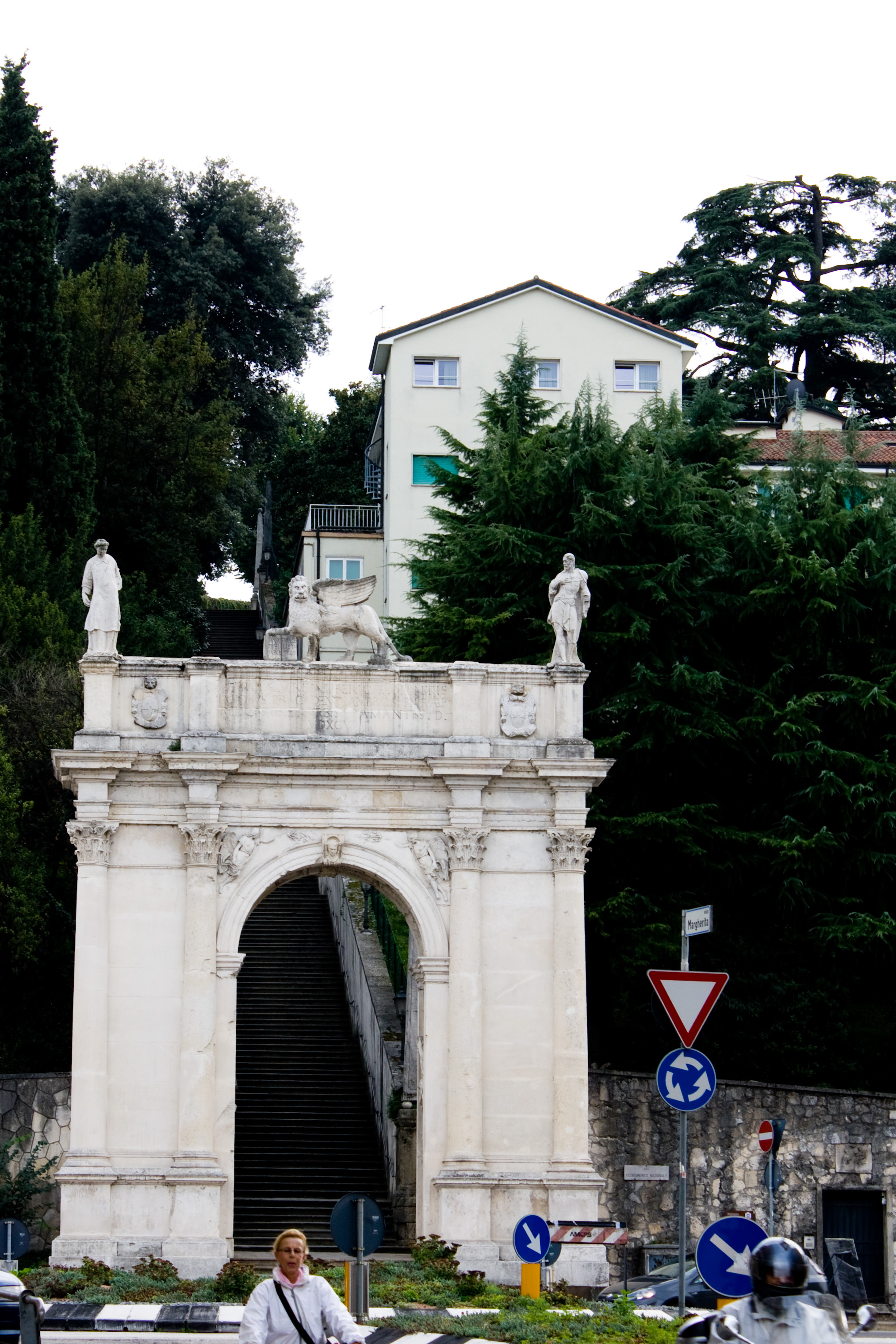
L'Arco delle Scalette di Monte Berico, su progetto palladiano
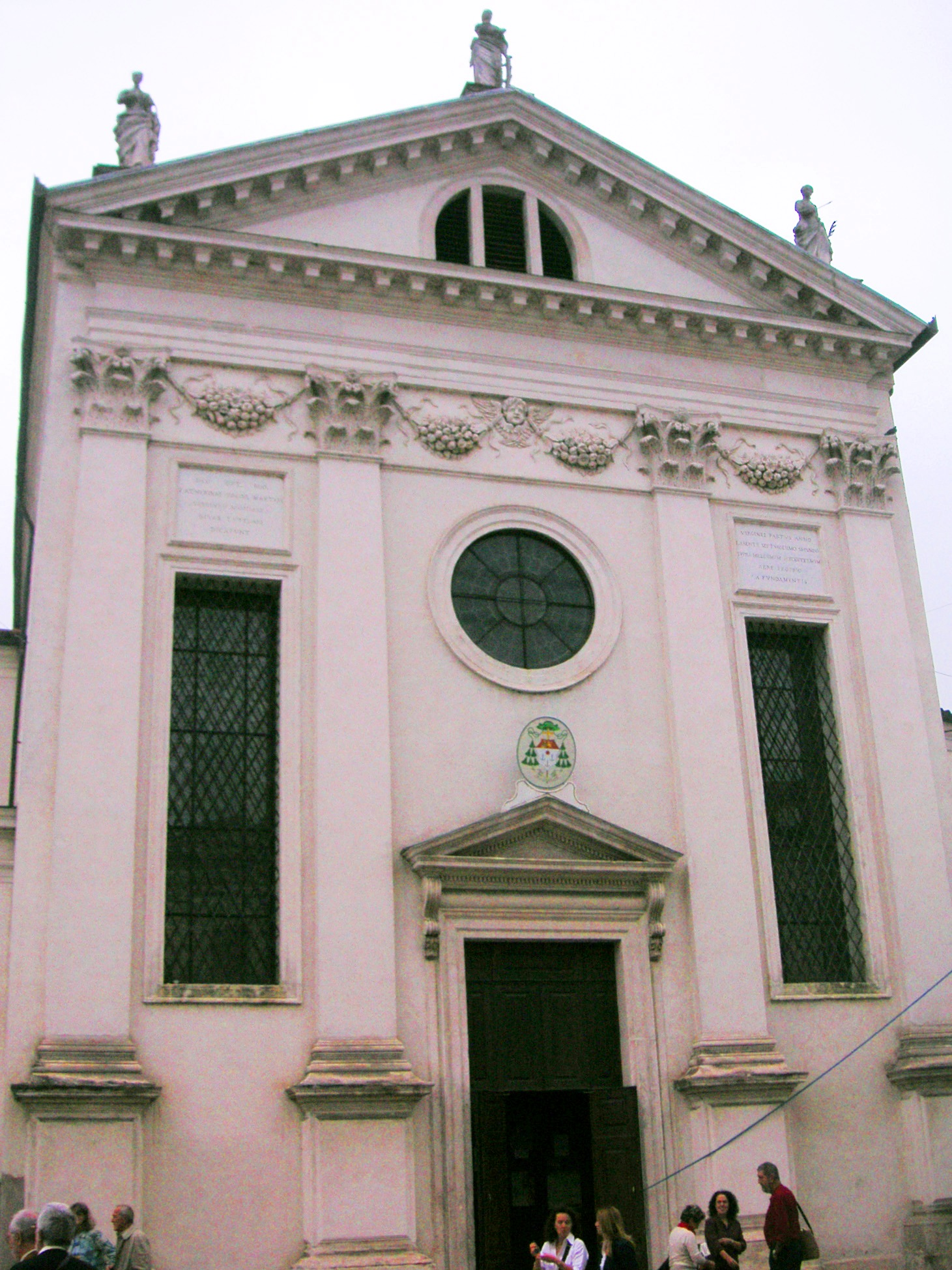
La facciata della chiesa di Santa Caterina
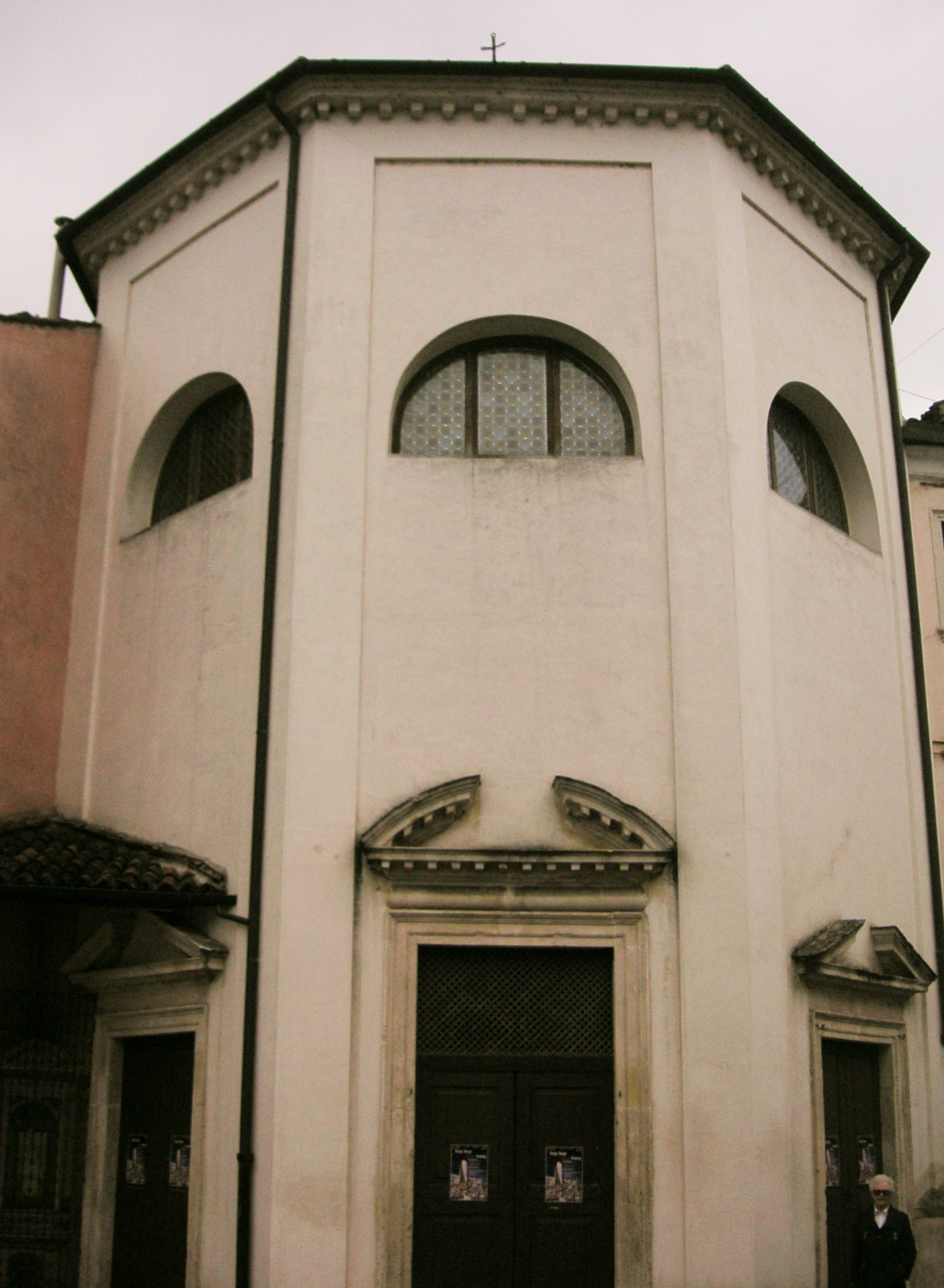
L'Oratorio delle Zitelle
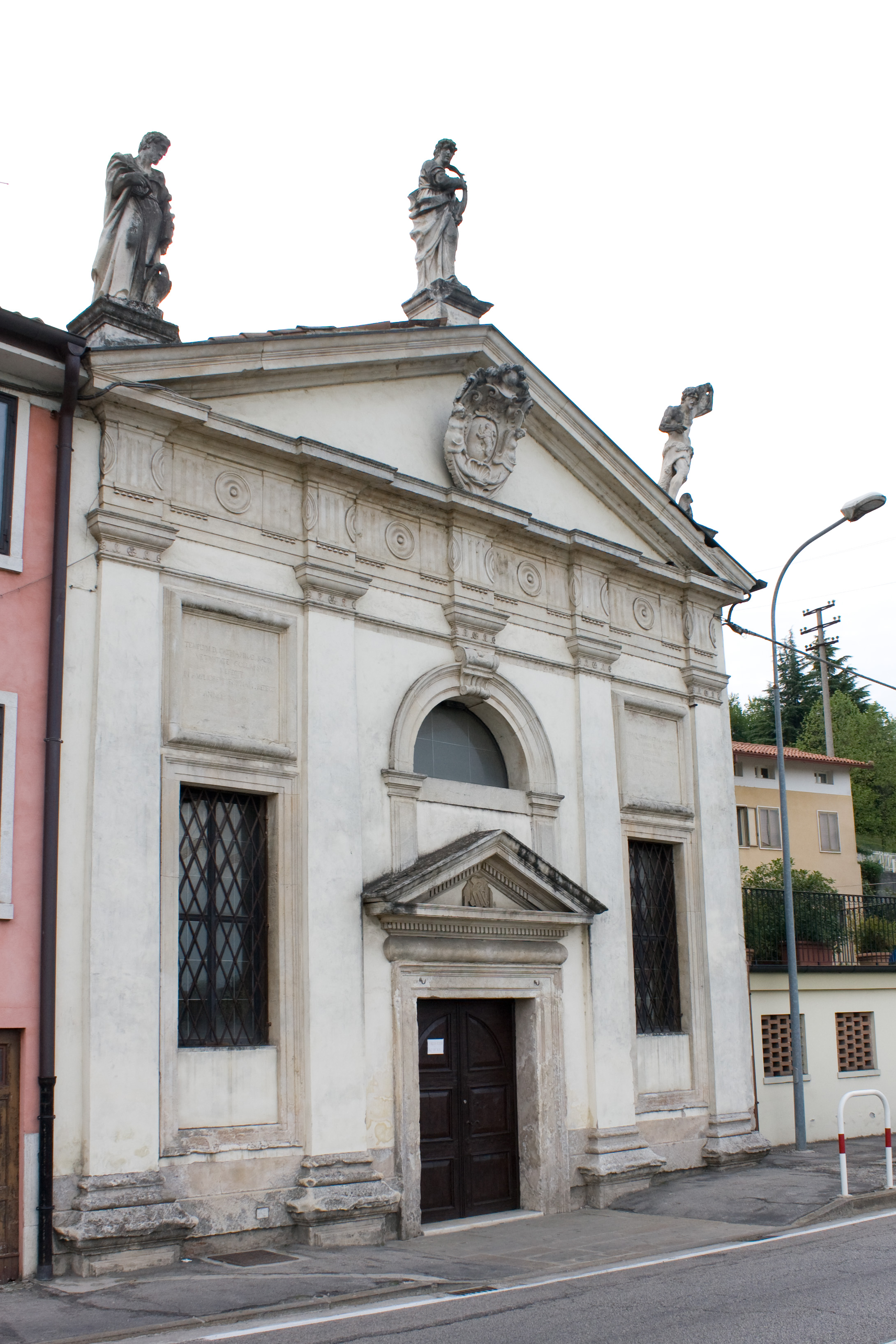
La chiesa di Santa Caterina in Porto, sulla Riviera Berica

### Ottocento

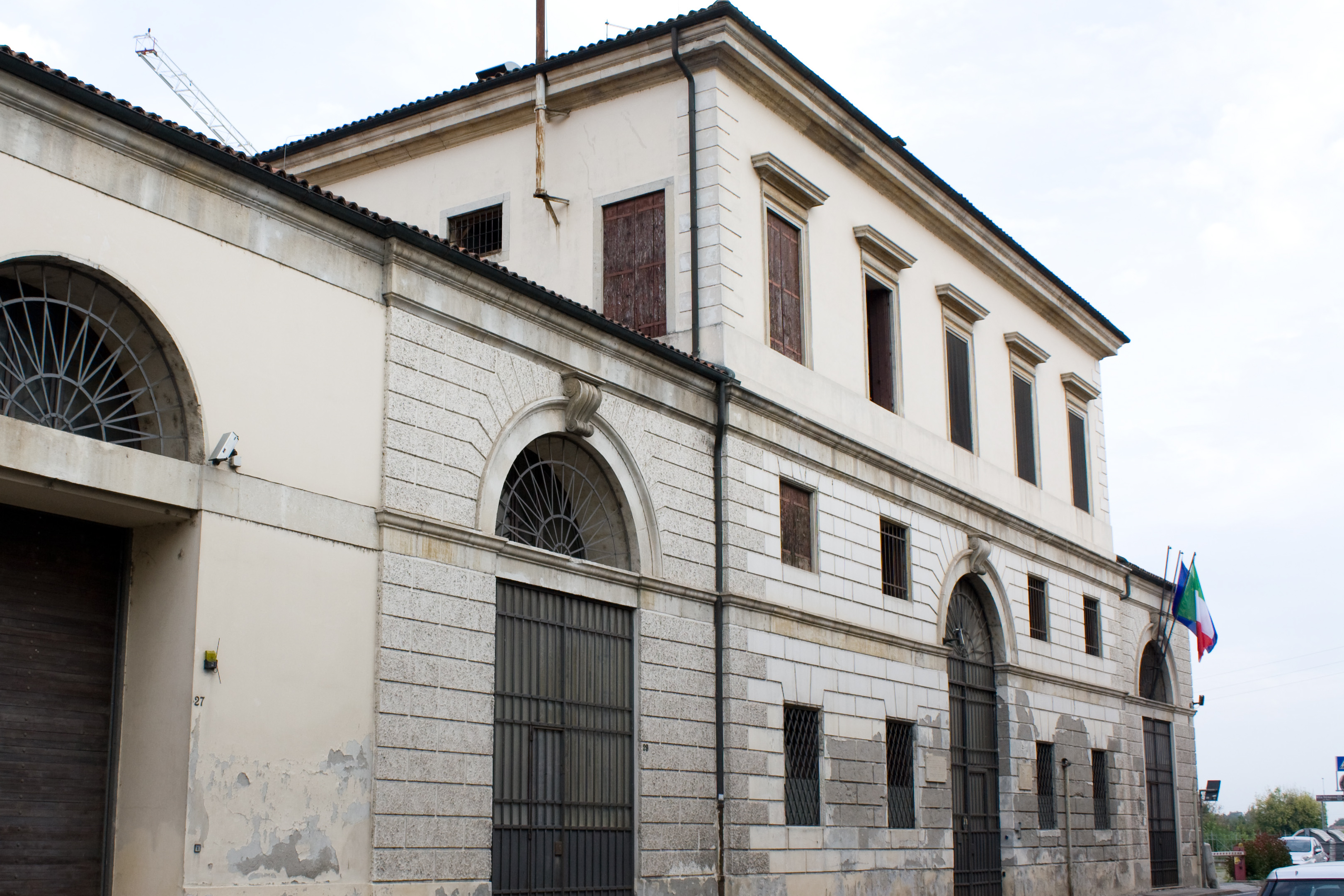
Magazzini del sale, costruiti nel 1841 di fronte a S. Caterina in Porto

Con la caduta della Repubblica di Venezia nel 1797 e l'arrivo di Napoleone, gli ordini religiosi furono sciolti e i beni ecclesiastici in parte furono incamerati dallo Stato e in parte furono venduti. Tutte le monache furono allontanate dai loro conventi: le Umiliate di Ognissanti, le Benedettine di Santa Caterina e quelle di San Silvestro, le Agostiniane di San Tommaso, le Clarisse di Santa Chiara. Gli edifici furono adibiti a scopi militari e la chiesa di Ognissanti addirittura demolita. Le funzioni parrocchiali, affidate in un primo tempo alla chiesa di San Silvestro, nel 1810 passarono a quella di Santa Caterina.
La fine dell'Ottocento vide notevoli modificazioni dell'assetto territoriale del Borgo. Fu costruita la ferrovia e furono abbattute le mura veneziane di Porta Monte e di Porta Lupia. Venne deviato il corso del Bacchiglione e la confluenza con il Retrone fu spostata più a valle, sulla Riviera Berica di fronte alla chiesa di Santa Caterina in Porto. Nell'area tra i due fiumi nel 1883 fu costruito il Cotonificio Rossi, che diede lavoro a qualche centinaio di operai, quasi tutte donne e ragazze.

### Novecento
Durante il periodo fascista si ebbe il completo riassetto dell'area della Piarda con la concentrazione in loco di alcune scuole: l'Istituto Magistrale "Don Giuseppe Fogazzaro" ora divenuto Liceo socio-psicopedagogico e delle Scienze Sociali e la Scuola elementare "Trevisan", attuale "Vittorino da Feltre".
Nello stesso periodo furono inoltre edificati lo stabile dell'Opera Nazionale Maternità e Infanzia, ora asilo nido "Piarda", la Palestra "Umberto I" ancora attiva, l'edificio della Gioventù Italiana del Littorio (GIL) ora diventa una delle sedi del Dipartimento di Tecnica e Gestione dei Sistemi Industriali dell'Università di Padova e il campo per attività sportive lungo il Retrone, attuale Circolo Tennis Palladio 98.
L'11 novembre del 1944 in località Ponte dei Marmi, ora intitolato viale Dieci Martiri, i nazifascisti fucilarono per rappresaglia dieci giovani vicentini prelevati dalle carceri di Padova.
Negli anni sessanta fu completamente demolito l'ormai fatiscente e pericolante convento di Santa Caterina, abbandonato da più di un secolo e mezzo, e sull'area fu costruita la scuola media "Maffei". Vent'anni più tardi l'ex convento di Ognissanti - che si trovava nelle medesime condizioni e addirittura mancava del lato fronte strada distrutto da un incendio – fu completamente ristrutturato con interventi di tipo conservativo e adibito a condominio.
Dalla parrocchia di Santa Caterina, che comprendeva un'area molto vasta che andava da Villa Almerico Capra detta "la Rotonda" sulla Riviera Berica a Monte Berico fin oltre Villa Guiccioli e tutta la strada di Gogna, nel 1963 si staccò quest'ultima porzione con la creazione della parrocchia di San Giorgio in Gogna.

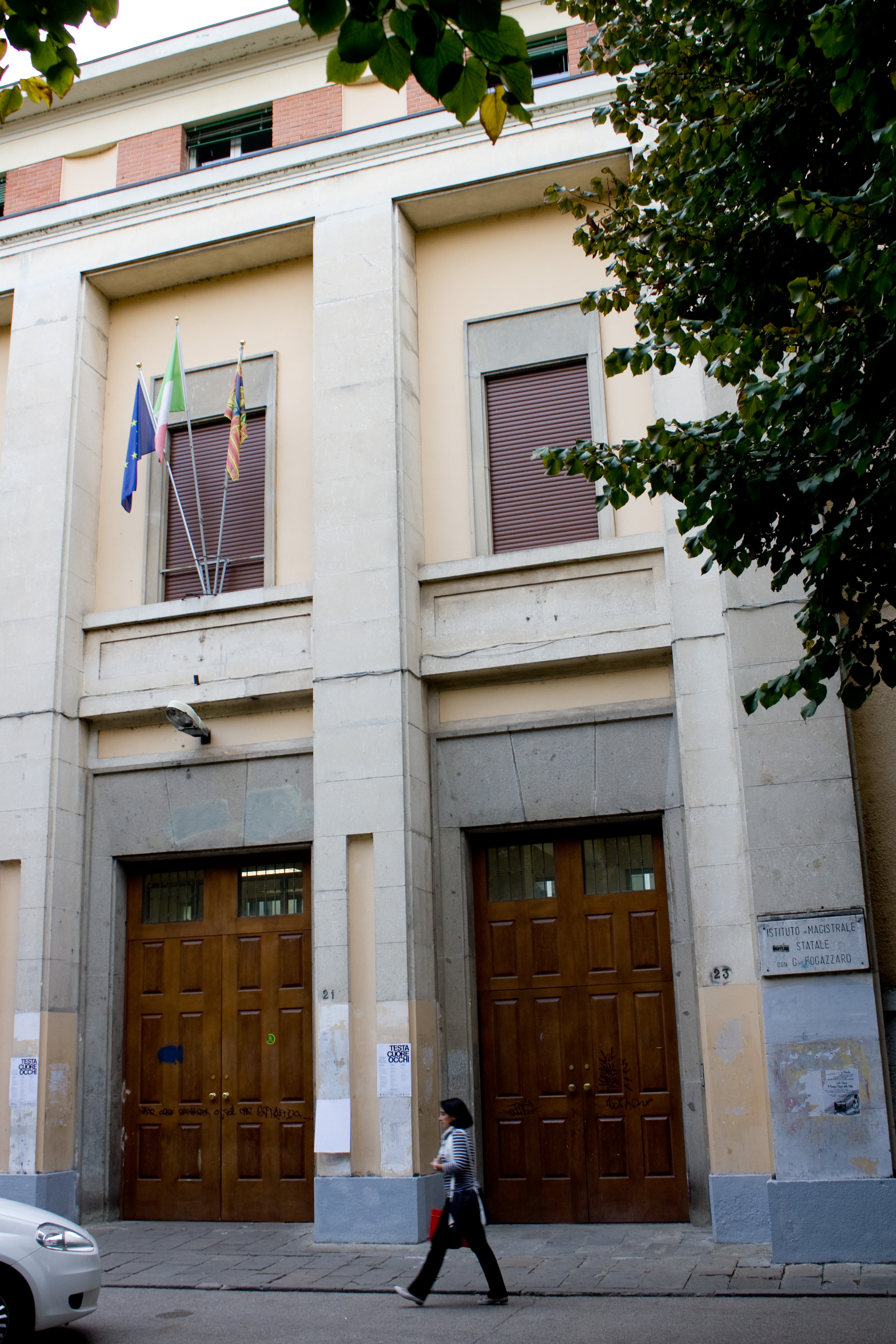
L'Istituto Magistrale "A.Fogazzaro"
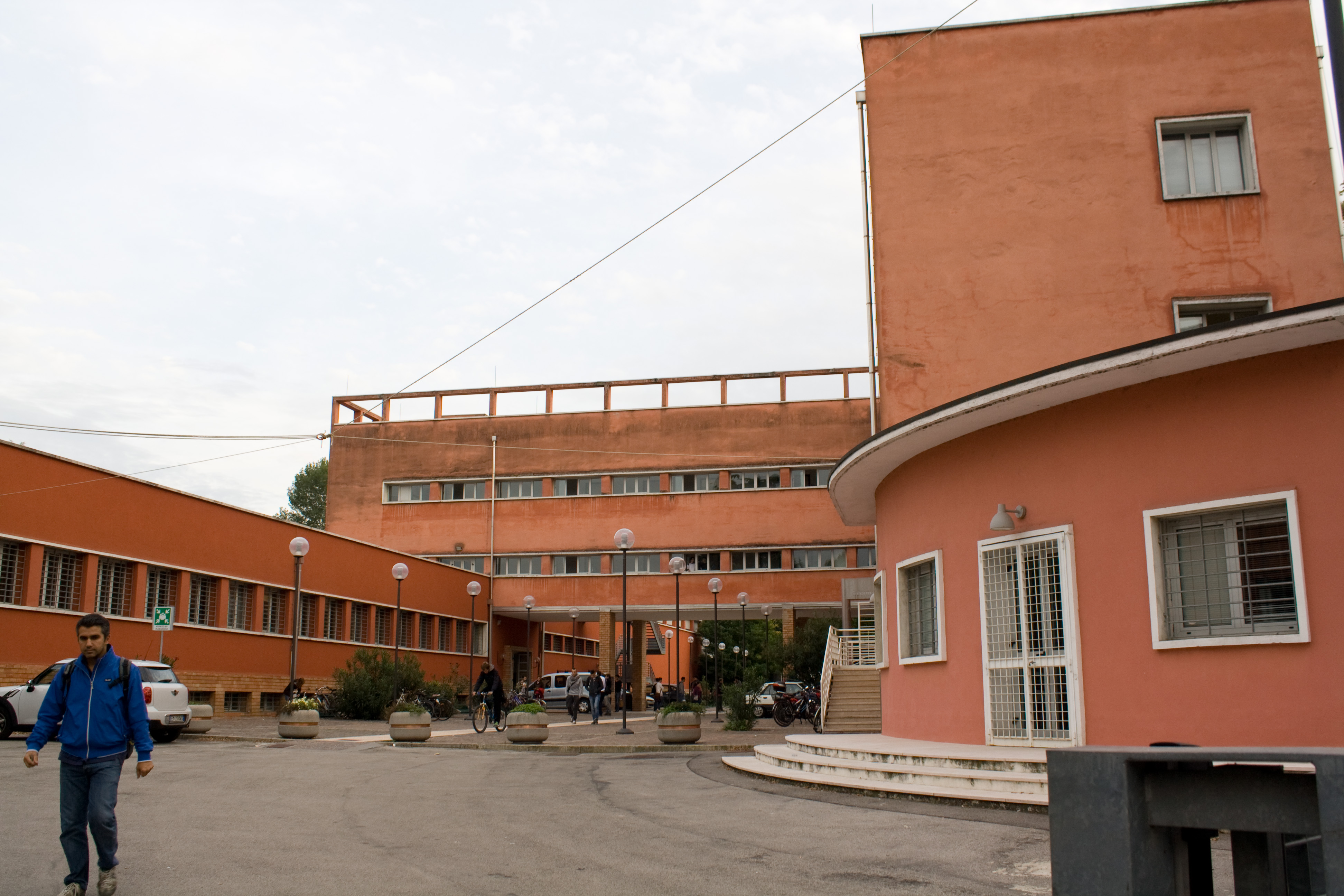
La costruzione per la Gioventù Italiana del Littorio. Oggi ospita alcune strutture universitarie.
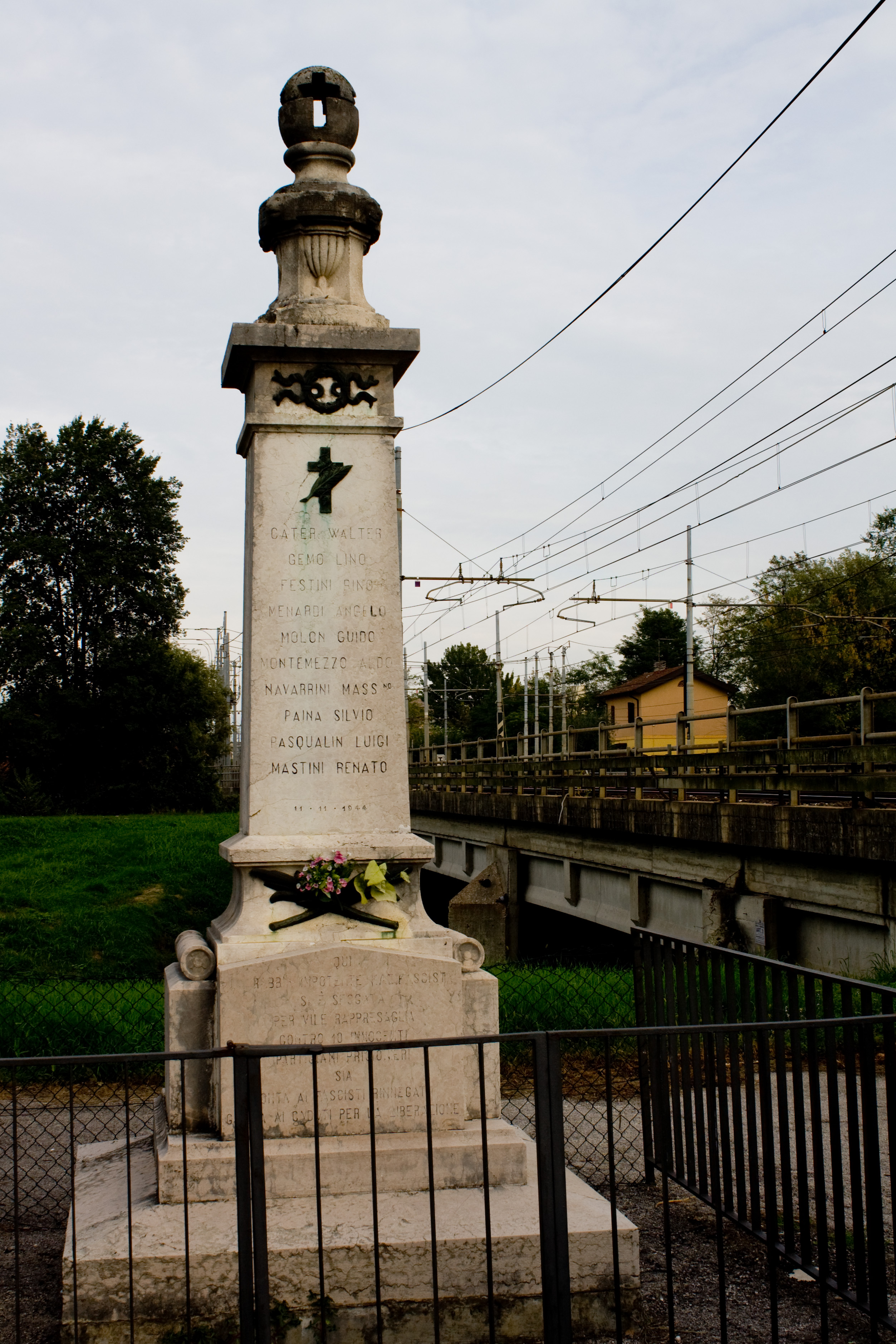
Il monumento ai dieci martiri, i partigiani fucilati dai nazifascisti
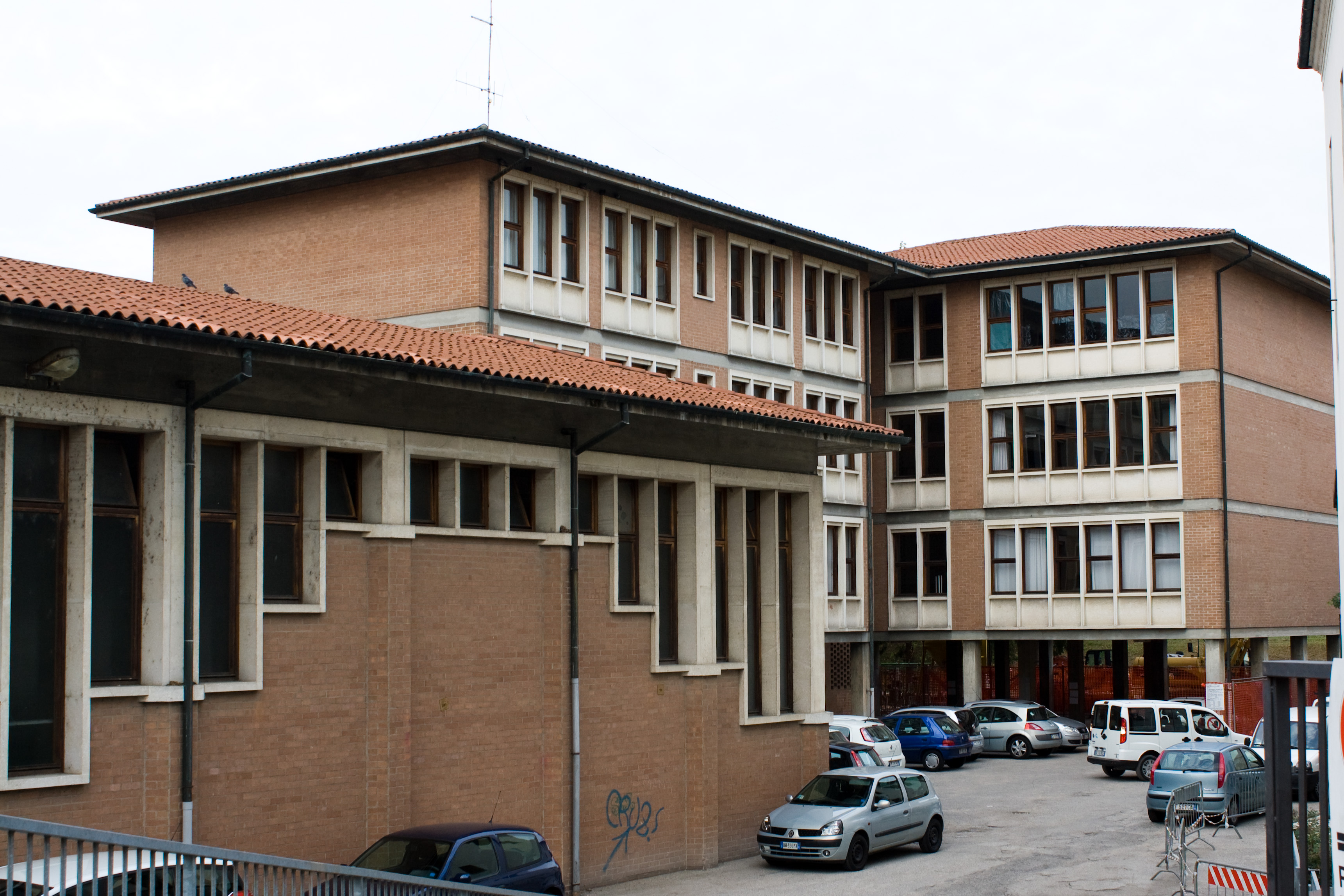
La scuola media Maffei costruita negli anni sessanta sull'area del convento di Santa Caterina
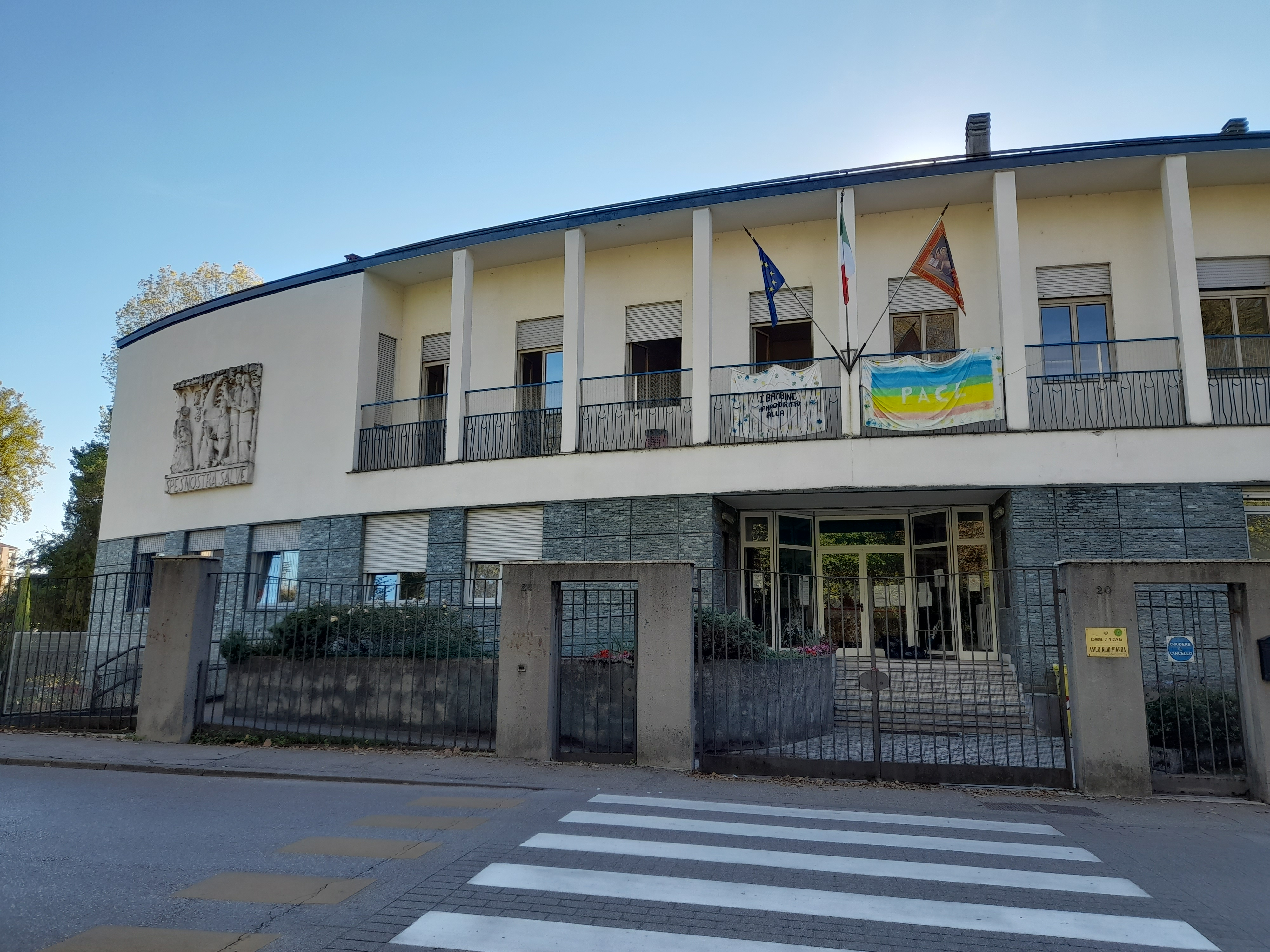
Asilo nido "Piarda"
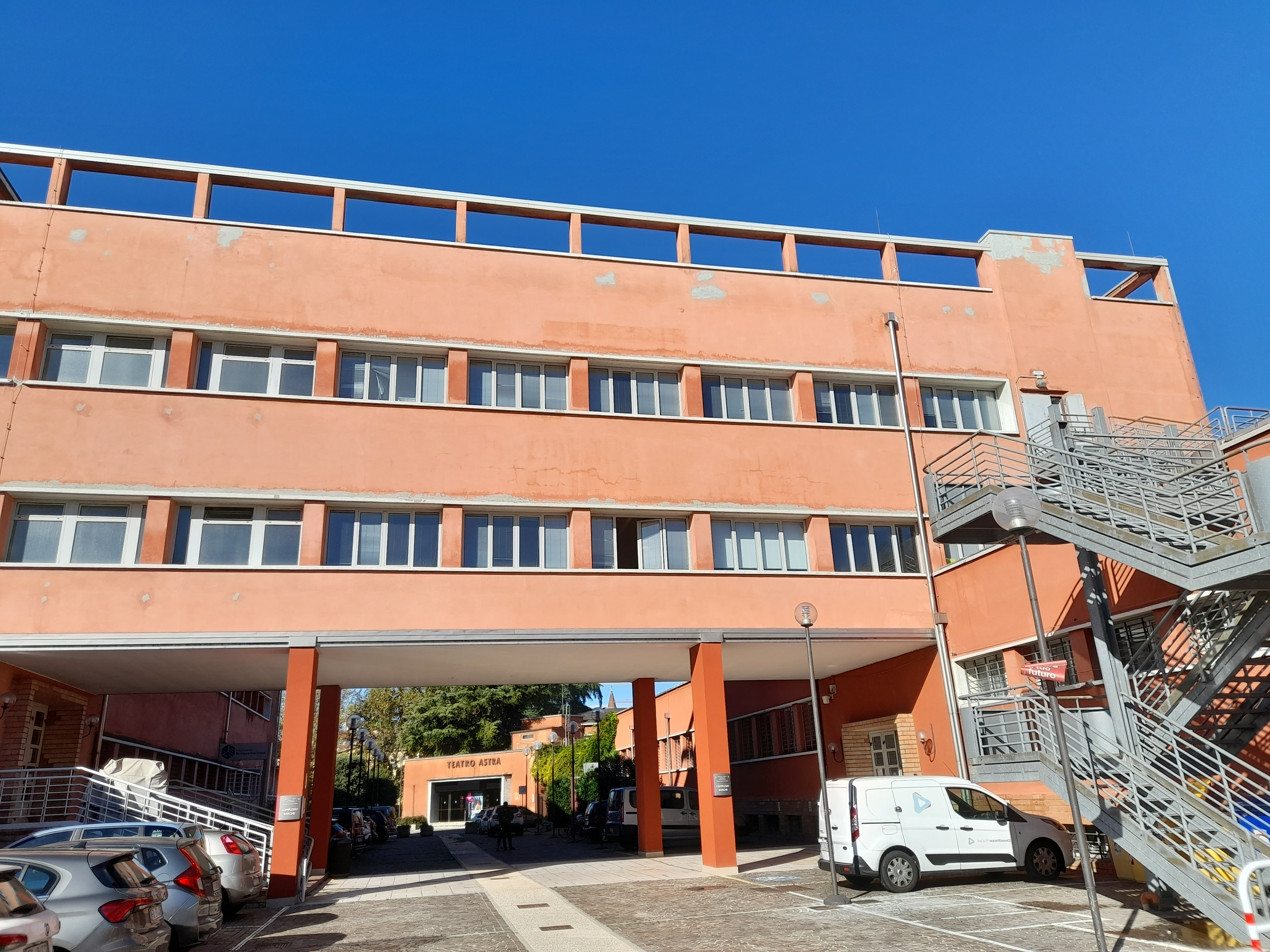
Complesso "Barche" Università di Padova, una delle sedi del DTG

### Anni duemila

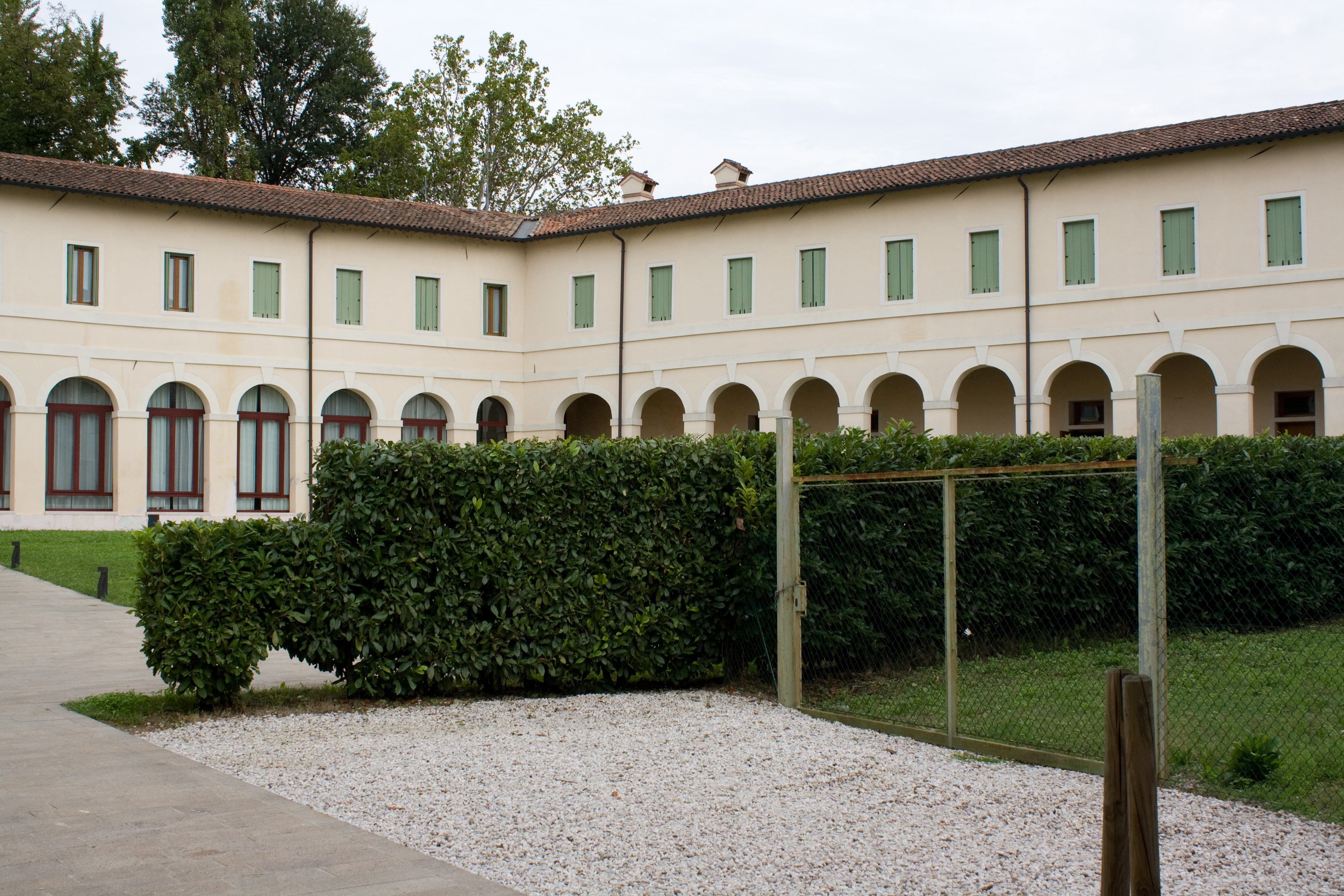
Il chiostro dell'ex convento di San Silvestro, ristrutturato come residenza universitaria

Dopo il 2000 molti interventi edilizi di notevole impatto hanno modificato l'aspetto, la viabilità e la stessa vivibilità del Borgo.
Nell'area compresa tra viale Margherita e il fiume Bacchiglione nel 2009 sono stati ultimati i lavori per la costruzione di un primo edificio con aule, sale riunioni ed uffici, che costituisce una delle sedi  dedicate alle attività  del polo universitario in Vicenza delle Università degli Studi di Verona e di Padova. Sempre nella stessa area nel 2021 sono stati completati i lavori per la costruzione del secondo edificio destinato ad essere "centro di eccellenza formativa e traino dell'innovazione d'impresa". I due edifici nel loro insieme costituiscono il nuovo complesso Universitario di Viale Margherita.

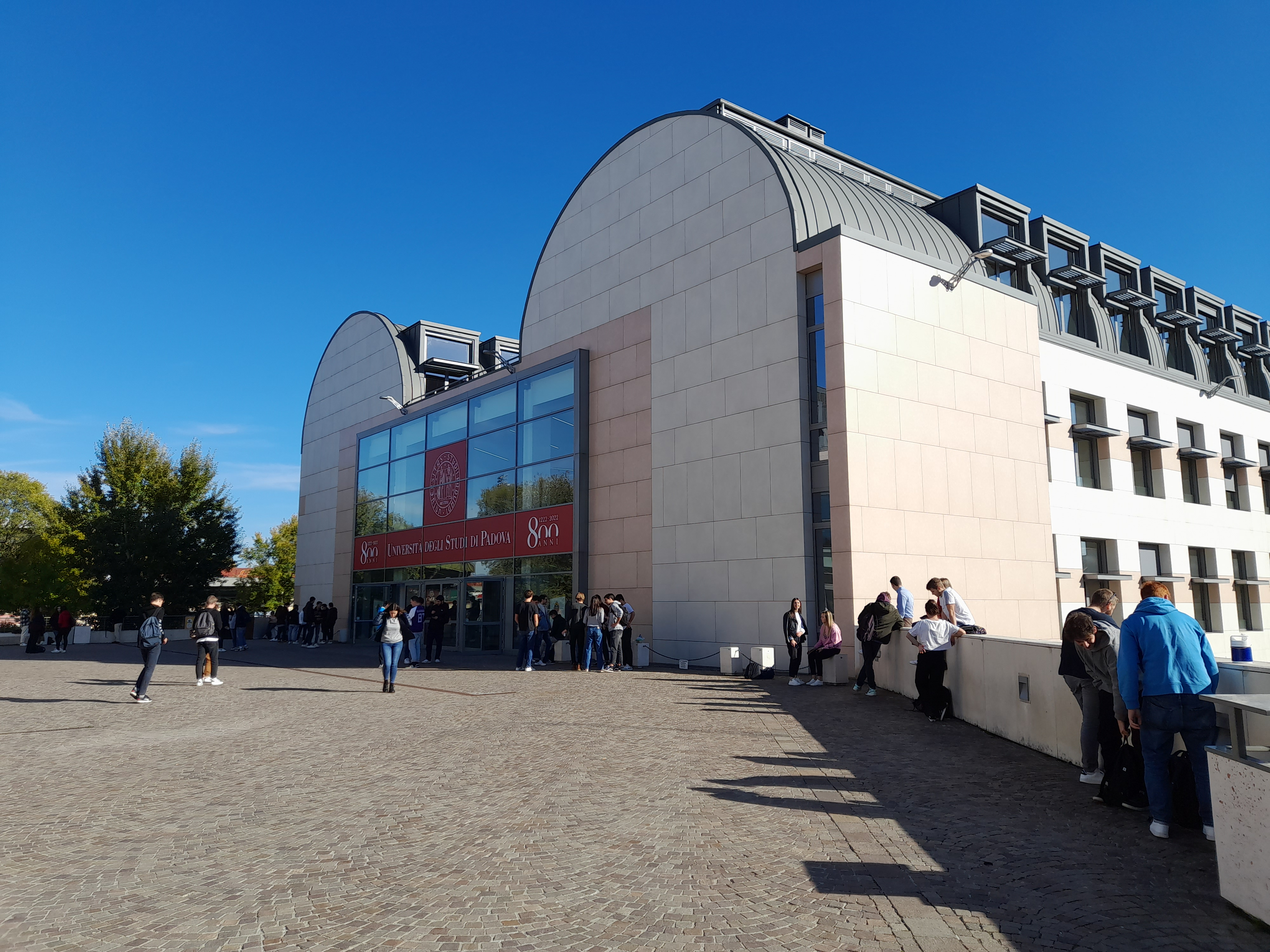
Sede di Viale Margherita, Università di Padova a Vicenza

All'altro capo del borgo nel 2004 fu ristrutturato il complesso dell'antico convento di San Silvestro, che ospitò per un certo periodo alloggi dell'ESU destinati agli studenti universitari in Vicenza. Nel 2012 lo stabile fu chiuso perché il terremoto, con epicentro in Emila Romagna, provocò crepe strutturali nei muri. A tutt'oggi Regione ed ESU si rimpallano la competenza per il ripristino dell'edificio.
Nel 2015 il Convento e la chiesa di San Silvestro vennero chiusi al pubblico; infatti la Diocesi di Vicenza ritenne troppo onerose le concessioni e le ristrutturazioni di cui necessitava l'area, che fu restituita al Demanio. Per ben dodici anni questi luoghi furono spazi espositivi in cui vi erano state allestite molteplici mostre di arte sacra.

Nella vasta area compresa tra il Bacchiglione ed il Retrone prima della loro confluenza, in precedenza occupata dall'ex cotonificio "CotoRossi", è stata ultimata nel 2010 la costruzione del nuovo Palazzo di Giustizia di Vicenza, intitolato al giurista Ettore Gallo. Contestualmente al Tribunale sono stati realizzati nuovi edifici sia direzionali/commerciali sia residenziali, con un parcheggio da 500 posti auto, denominato "Borgo Berga".

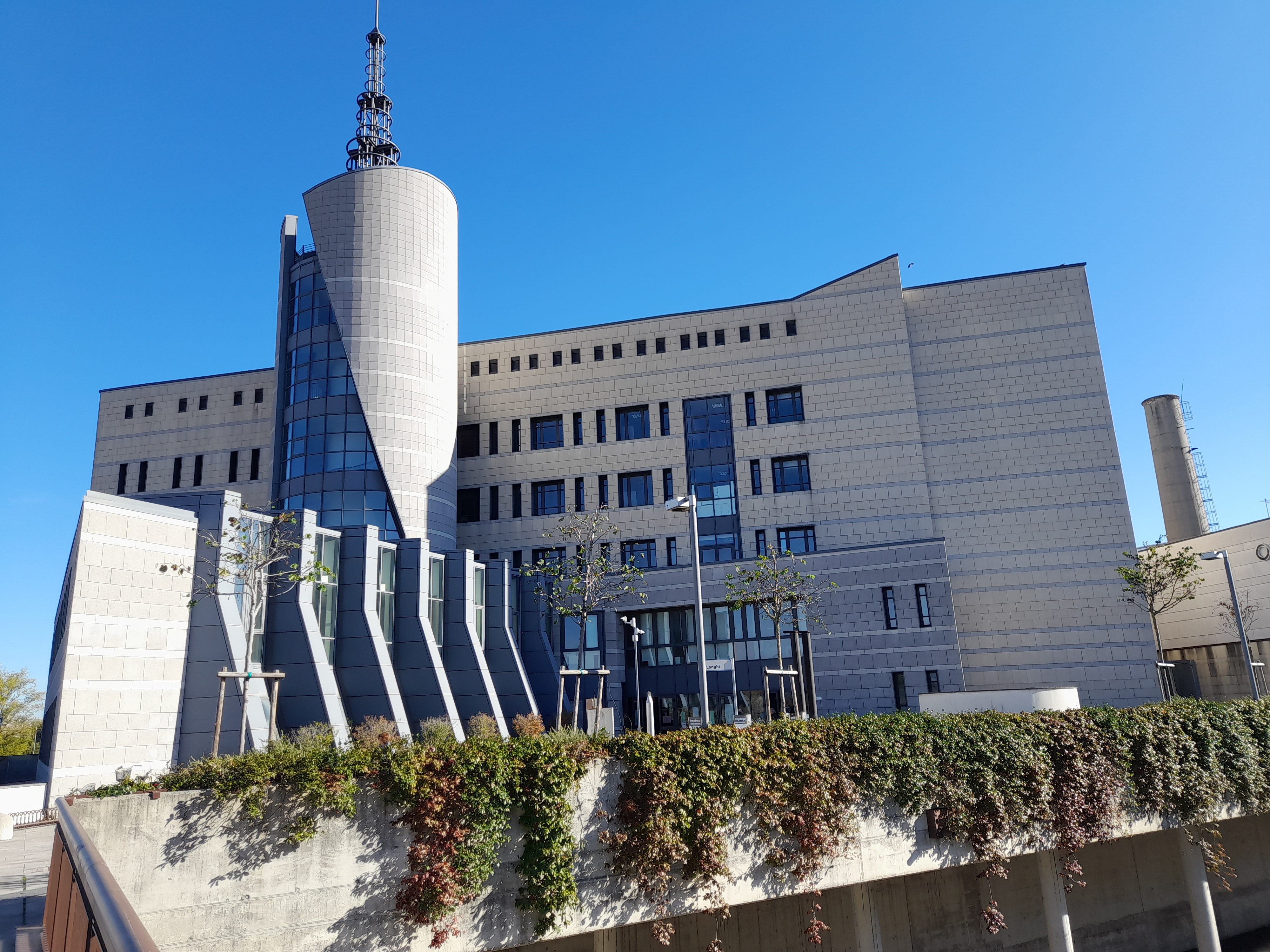
Nuova sede del Tribunale di Vicenza

L'ubicazione del Palazzo di Giustizia e la costruzione del nuovo complesso edilizio di Borgo Berga hanno suscitato molte critiche, sia di tipo urbanistico, sia funzionale e paesaggistico-ambientale; i problemi di traffico e di viabilità hanno provocato le proteste degli abitanti del borgo, con la costituzione di un comitato ad hoc. In aggiunta a queste problematiche l'impatto visivo è notevole, infatti arrivando dalla Riviera Berica l'ingresso della città si presenta con un compatto insieme di imponenti palazzi che nulla centra con il contesto naturale e storico dell'area.

## Luoghi d'interesse storico-artistico

### Edifici religiosi
- Chiesa e monastero di San Silvestro. La chiesa non è più destinata al culto, ma a esposizioni d'arte, il monastero è stato ristrutturato per ospitare appartamenti universitari, in contrà San Silvestro
- Chiesa dei Santi Bernardino e Chiara, aperta al culto; il monastero è sede dell'Istituto Palazzolo, in contrà Santa Chiara
- Ex convento e chiesa di San Tommaso, sede della Guardia di Finanza. in contrà San Tommaso
- Chiesa di Santa Caterina, ora chiesa parrocchiale, in contrà Santa Caterina
- Oratorio delle Zitelle, proprietà dell'IPAB, non più aperto al culto, in contrà Santa Caterina di fronte alla chiesa parrocchiale
- Ex convento di Ognissanti, ristrutturato come condominio privato, in contrà Santa Caterina
- Chiesa di Santa Caterina in Porto, aperta al culto, in borgo Berga, dopo Porta del Monte
- Ex chiesa di San Sebastiano, completamente demolita e sull'area della quale è stata costruita l'ottocentesca Villa Franco ai Nani, di fronte a Villa Valmarana ai Nani